# Renault Clio
Renault Clio – samochód osobowy klasy aut miejskich produkowany pod francuską marką Renault od 1990 roku. Od 2025 roku produkowana będzie szósta generacja pojazdu.

## Pierwsza generacja

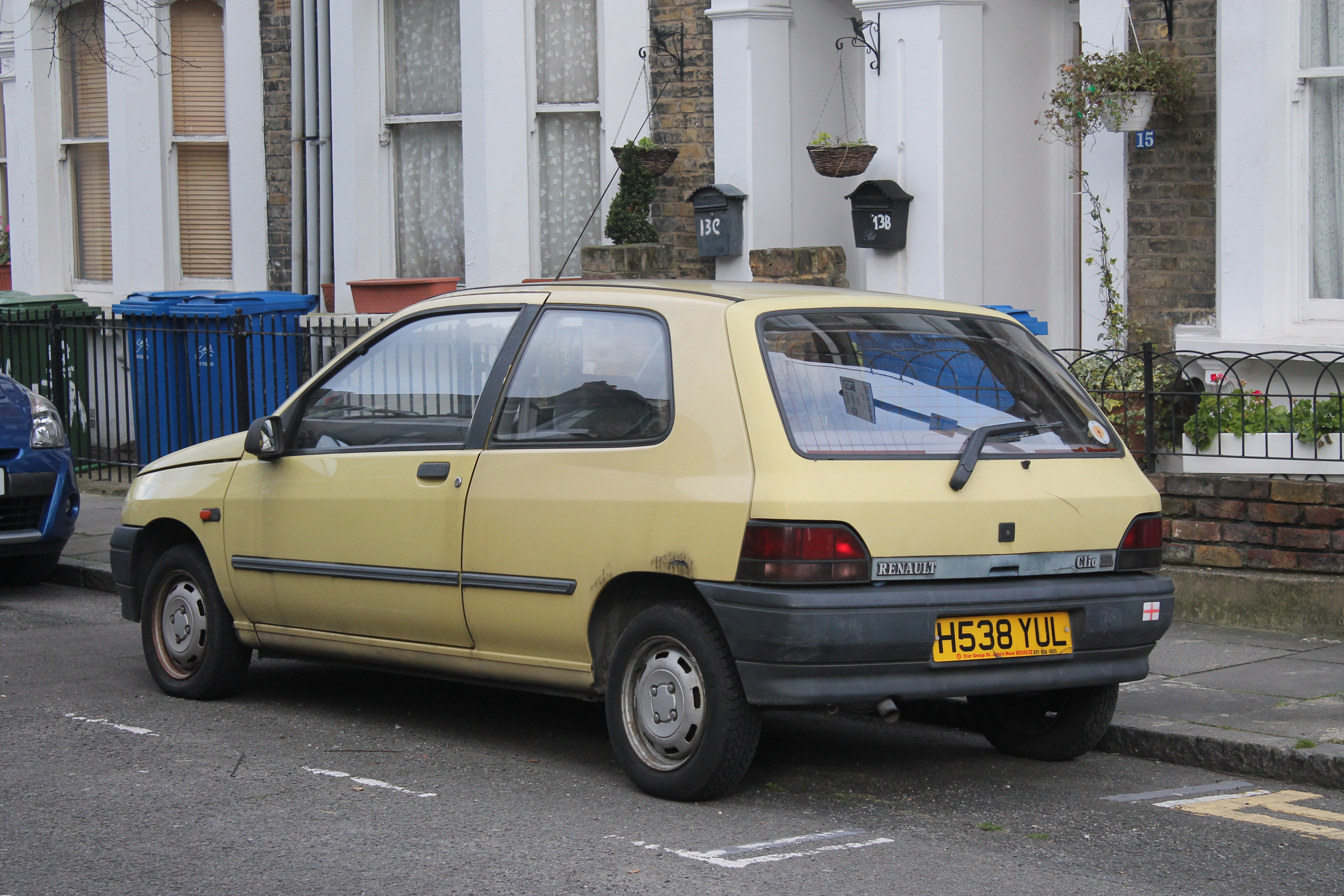
Renault Clio I – tył

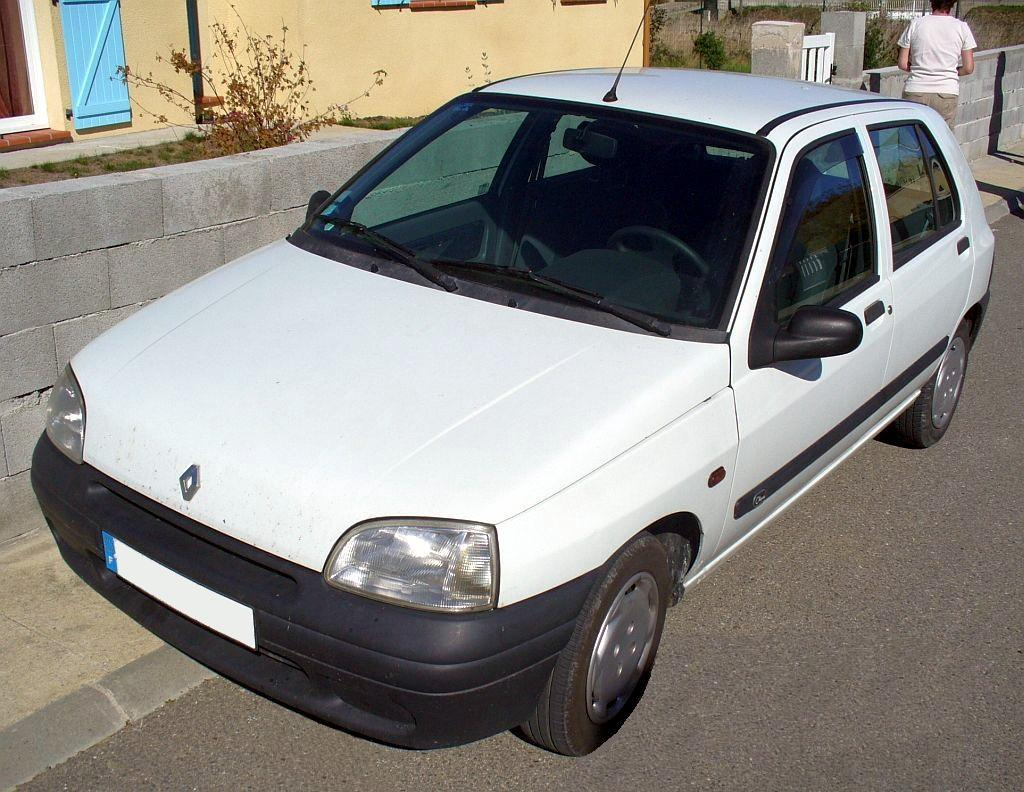
Renault Clio I po drugim liftingu

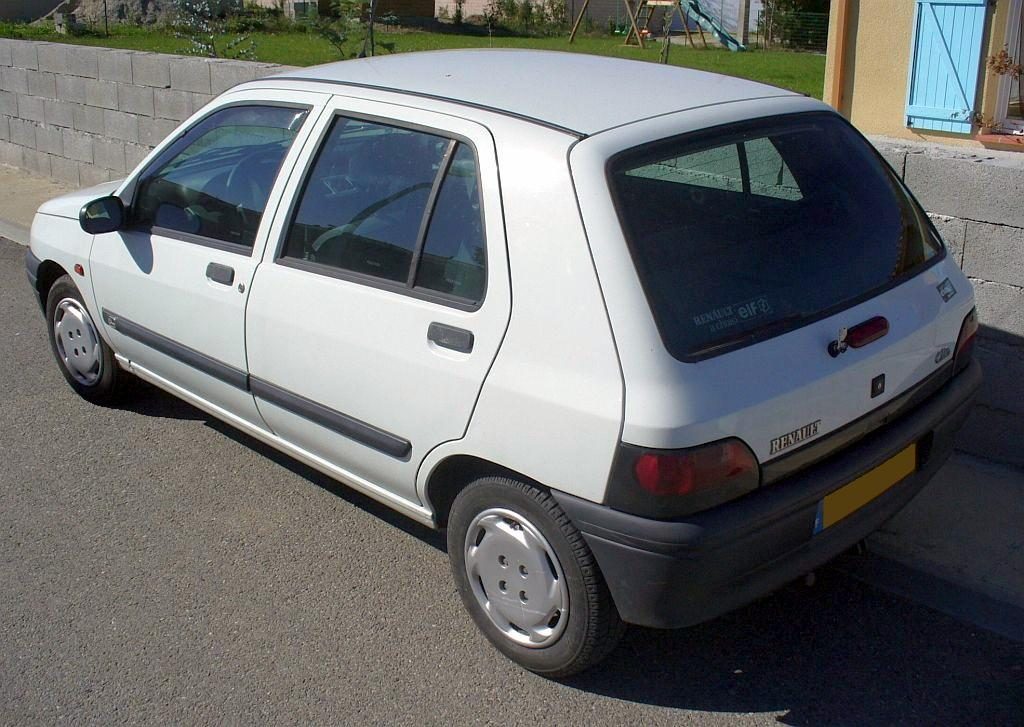
Renault Clio I – tył po drugim liftingu

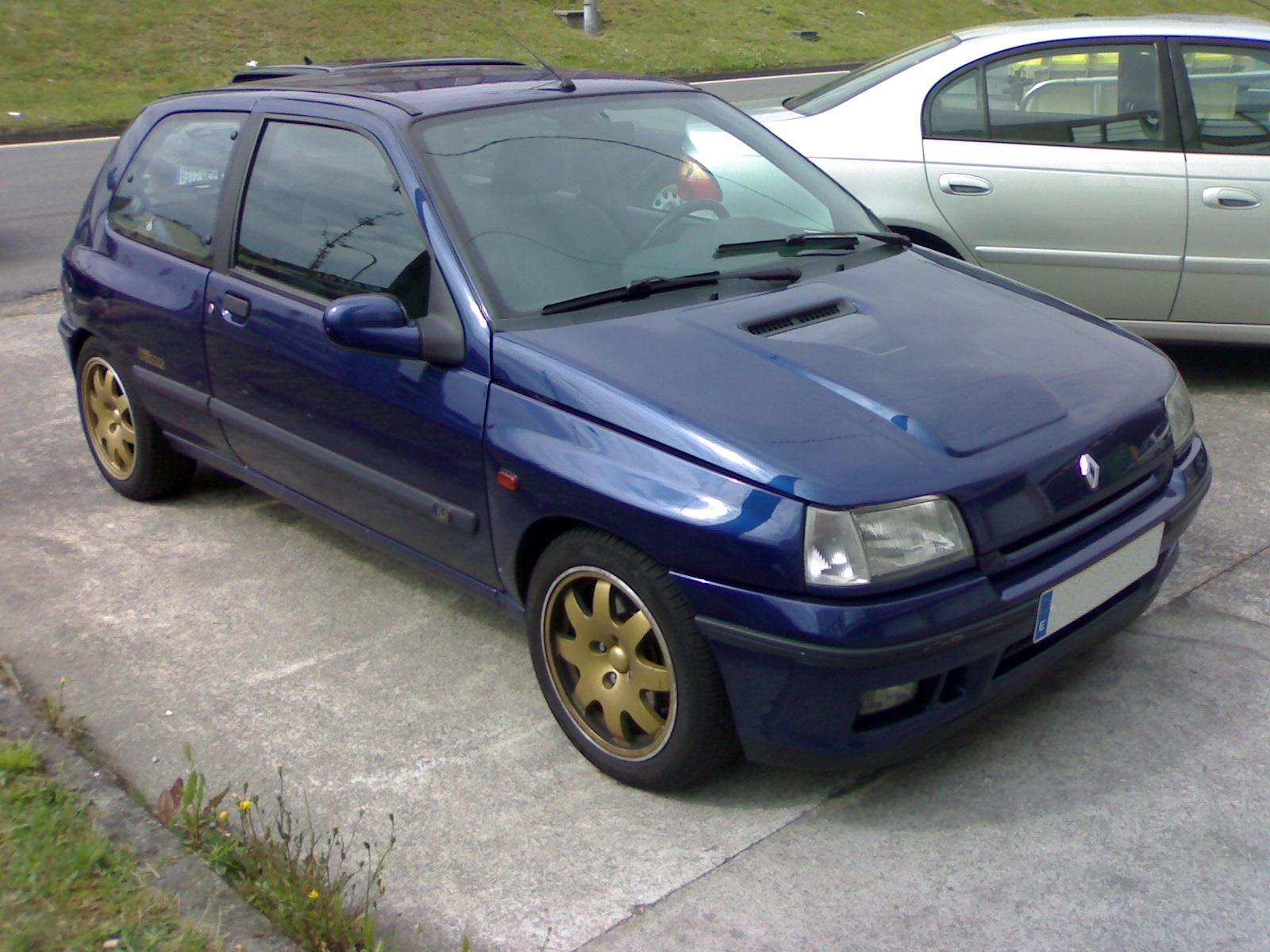
Renault Clio Williams

Renault Clio I zostało po raz pierwszy oficjalnie zaprezentowane w 1990 roku jako następca Renault 5.
Nazwa Clio wywodzi się od Klio, greckiej muzy historii. Pojazd zyskał duże uznanie w oczach dziennikarzy, którzy nagrodzili go tytułem "Samochód roku 1991". W początkowej fazie produkcji, samochód oferowano z benzynowymi silnikami o pojemnościach 1.1 l (oznaczenie C1E), 1.2 l (E5F, E7F) i 1.4 l (E6J, E7J), oraz wysokoprężnym silnikiem o pojemności 1.9 l (F8Q). Z czasem gamę jednostek napędowych uzupełniły silniki o pojemności 1.8 l (F3P), oraz stosowane w usportowionych wersjach jednostki szesnastozaworowe 1.8 16V (F7P w Clio 16V), oraz 2.0 16V (F7R w limitowanej wersji Clio Williams).
W marcu 1994 roku Renault Clio zostało poddane modernizacji, w wyniku której pojawił się model o oznaczeniu "Phase II" (faza druga). Zmiany obejmowały zewnętrzne elementy wystroju nadwozia (m.in. atrapa chłodnicy, listwy boczne, tylne lampy, lusterka zewnętrzne), a także drobną kosmetykę wnętrza (nowe wzory tapicerki, przełączniki itp.). Powiększono też wyposażenie z zakresu bezpieczeństwa biernego (m.in. zastosowano pirotechniczne napinacze pasów bezpieczeństwa). Z oferty zniknął przestarzały silnik 1.1 l. W 1996 roku dokonana została ostatnia modernizacja Clio, czego efektem był model "Phase III" (faza trzecia). Zmiany widoczne były przede wszystkim w przedniej części pojazdu. Pojawiły się nowe, większe reflektory, atrapa chłodnicy zintegrowana ze zderzakiem, oraz inne detale jak trzeci stop na tylnej klapie. Wzmocniono elementy płyty podłogowej oraz nadwozia co zaowocowało znacznym poprawieniem bezpieczeństwa. Gama silnikowa została uzupełniona o nową konstrukcję benzynową o pojemności 1149 cm³ (D7F). W tej wersji Clio I produkowane było do 1998 roku. Renault Clio pierwszej generacji zostało wyprodukowane w 4 milionach egzemplarzy.

### Wersje wyposażeniowe
- RL – podstawowa
- RN – średnia
- RT – wysoka
- S – lekko usportowiona wersja na bazie Clio 1.4 RN
- RTi – usportowiona, z ośmiozaworowym silnikiem 1.4 l (E7J) o mocy ok. 80 KM
- RSi – usportowiona, z ośmiozaworowym silnikiem 1.8 l (F3P) o mocy 109 KM (od roku 1995- 107 KM)
- 16V lub 16s – sportowa, z silnikiem 1.8 16V (F7P) o mocy 136 KM (16v katalizator) lub 140 KM (16s)  (tylko "Phase I" i "Phase II")
- RC (inaczej „Societe”) – dwuosobowa wersja dostawcza

### Wersje specjalne
- Baccara – luksusowa wersja Clio I (m.in. skórzana tapicerka, klimatyzacja, wspomaganie kierownicy) dostępna z ręczną i automatyczną skrzynią biegów i silnikami o pojemności 1.4 (E7J) oraz 1.8 l (F3P).
- Williams – limitowana, sportowa edycja z silnikiem 2.0 16V (F7R) o mocy 150 KM (tylko "Phase I" i "Phase II").
- Campus
- Graffiti – wersja Clio dla młodzieży dostępna w kolorach (białym, czarnym, malinowa czerwień, wrzosowy błękit).
- Be Bop – wersja Clio I dostępna od marca 1994 roku. Nadwozie: 3 i 5 drzwiowe. Silniki: benzynowy 1.2 i 1.4 oraz wysokoprężny 1.9. Wprowadzone wyposażenie seryjne: środkowe nawietrzniki, nowa środkowa konsola, gniazdo zapalniczki, 3-ramienna sportowa kierownica, wycieraczka tylnej szyby, sygnalizacja nie zgaszenia świateł po wyłączeniu silnika, oświetlenie bagażnika, drzwi częściowo pokryte tkaniną, niebieski dywanik.
- Oasis
- Chippie
- Mexx
- Grand Prix – wyprodukowano 500 sztuk. Napędzany był silnikiem F7P 1.8 16V. Jedynym dostępnym kolorem był niebieski metalizowano-perłowy. Takie auta najczęściej trafiały do miłośników Renault.
- MTV – tylko Phase 3. Bardzo rzadka wersja na Amerykę Łacińską. Samochód został wyposażony w aluminiowe felgi, dwie poduszki powietrzne, dodatkowe zegary oraz przyzwoite nagłośnienie.
- Maxi paradise – tylko Phase 3 (2 poduszki powietrzne, wspomaganie kierownicy, centralny zamek z pilotem, instalacja audio, szyberdach, charakterystyczne srebrne pełne kołpaki).

### Silniki
| Silnik              | Poj. skok. (cm³) | Układ paliwowy       | Kod silnika                     | Moc kW/KM                  | Prędkość max (km/h) | Max. moment obrotowy      | Lata prod. | Wersje nadwoziowe                                |
| ------------------- | ---------------- | -------------------- | ------------------------------- | -------------------------- | ------------------- | ------------------------- | ---------- | ------------------------------------------------ |
| C1E 1.1 8v          | 1108             | Gaźnik               | C1E 700                         | 34/46 przy 5250 obr./min   | 160                 | 80 Nm przy 2500 obr./min  | 1991–1994  | B/C/S571                                         |
| C1E 1.1 8v          | 1108             | Gaźnik               | C1E 700                         | 36/49 przy 5250 obr./min   | 160                 | 80 Nm przy 2500 obr./min  | 1992       | B/C/S571                                         |
| D7F 1.2 8v          | 1149             | Wtrysk wielopunktowy | D7F 730                         | 40/54 przy 5250 obr./min   | 170                 | 93 Nm przy 2500 obr./min  | 1996–1998  | 357K/Y, 557K/Y, 657K                             |
| D7F 1.2 8v          | 1149             | Wtrysk wielopunktowy | D7F 730                         | 43/58 przy 5250 obr./min   | 180                 | 93 Nm przy 2400 obr./min  | 1996–1998  | 357K/Y, 557K/Y, 657K                             |
| E5F 1.2 8v          | 1171             | Gaźnik               | E5F 710                         | 44/60 przy 6000 obr./min   | 180                 | 85 Nm przy 3500 obr./min  | 1990–1996  | B/C/S572                                         |
| E5F 1.2 8v          | 1171             | Gaźnik               | E5F 716                         | 43/58 przy 6000 obr./min   | 180                 | 85 Nm przy 3500 obr./min  | 1990–1996  | B57N                                             |
| E7F 1.2 8v          | 1171             | Wtrysk jednopunktowy | E7F 700 E7F 708 E7F 750         | 43/58 przy 6000 obr./min   | 180                 | 85 Nm przy 4000 obr./min  | 1990–1998  | 357F/G/J/L/R, 557F/G/J/L/R, B57A/S, C57A/S, S57A |
| E7F 1.2 8v          | 1171             | Wtrysk jednopunktowy | E7F 706                         | 40/54 przy 6000 obr./min   | 170                 | 83 Nm przy 3500 obr./min  | 1991–1996  | B57R, C/S57R                                     |
| C3G 1.2 8v          | 1239             | Wtrysk jednopunktowy | C3G 720                         | 40/54 przy 5300 obr./min   | 170                 | 90 Nm przy 2800 obr./min  | 1996       | B/C/S577                                         |
| E6J 1.4 8v          | 1390             | Gaźnik               | E6J 712 E6J 713 E6J 718 E6J 760 | 57/78 przy 5750 obr./min   | 190                 | 108 Nm przy 2750 obr./min | 1990–1998  | 557B, B/C573, B57P, B/C57T                       |
| E7J 1.4 8v          | 1390             | Wtrysk jednopunktowy | E7J 710 E7J 711                 | 59/80 przy 5750 obr./min   | 200                 | 107 Nm przy 3500 obr./min | 1991–1998  | B/C57B                                           |
| E7J 1.4 8v          | 1390             | Wtrysk jednopunktowy | E7J 601 E7J 718 E7J 719 E7J 754 | 58/79 przy 5750 obr./min   | 190                 | 107 Nm przy 3500 obr./min | 1991–1998  | B57P/Y, C57Y                                     |
| E7J 1.4 8v          | 1390             | Wtrysk jednopunktowy | E7J 756 E7J 757                 | 55/75 przy 5750 obr./min   | 190                 | 107 Nm przy 3500 obr./min | 1991–1998  | B/C57J                                           |
| F2N 1.7 8v          | 1721             | Gaźnik               | F2N 770                         | 68/92 przy 5750 obr./min   | 200                 | 138 Nm przy 3000 obr./min | 1991–1993  | B/C574                                           |
| F7P 1.8 16v         | 1764             | Wtrysk wielopunktowy | F7P 722                         | 99/135 przy 6500 obr./min  | 210                 | 158 Nm przy 4250 obr./min | 1991–1996  | C57D [16v]                                       |
| F7P 1.8 16v         | 1764             | Wtrysk wielopunktowy | F7P 720                         | 103/140 przy 6500 obr./min | 220                 | 165 Nm przy 4250 obr./min | 1991–1996  | C575 [16s]                                       |
| F3P 1.8 8v          | 1783             | Wtrysk wielopunktowy | F3P 758                         | 79/107 przy 5500 obr./min  | 210                 | 150 Nm przy 2750 obr./min | 1995–1998  | 357E/V, C57H [RSi]                               |
| F3P 1.8 8v          | 1783             | Wtrysk jednopunktowy | F3P 755                         | 66/90 przy 5750 obr./min   | 200                 | 144 Nm przy 2750 obr./min | 1990–1996  | 357A/D, 557A/D, B/C578, 3/557A                   |
| F3P 1.8 8v          | 1794             | Wtrysk jednopunktowy | F3P 710 F3P 714                 | 65/88 przy 5750 obr./min   | 200                 | 142 Nm przy 2750 obr./min | 1991–1998  | B57C/U, C57C/U                                   |
| F3P 1.8 8v          | 1794             | Wtrysk jednopunktowy | F3P 754 FSP 755                 | 66/90 przy 5750 obr./min   | 200                 | 144 Nm przy 2750 obr./min | 1994–1998  | 3/557U                                           |
| F3P 1.8 8v          | 1794             | Wtrysk jednopunktowy | F3P 710                         | 70/95 przy 5750 obr./min   | 200                 | 142 Nm przy 2750 obr./min | 1991–1998  | C57C                                             |
| F3P 1.8 8v          | 1794             | Wtrysk wielopunktowy | F3P 712                         | 80/109 przy 5500 obr./min  | 210                 | 155 Nm przy 4250 obr./min | 1993–1995  | C579 [RSi]                                       |
| F7R 2.0 16v         | 1998             | Wtrysk wielopunktowy | F7R 700                         | 108/147 przy 6100 obr./min | 230                 | 175 Nm przy 4500 obr./min | 1994–1998  | C57M [Williams]                                  |
| F8Q 1.9 8v [diesel] | 1870             | Wtrysk pośredni      | F8Q 678                         | 40/54                      | 170                 | b. d.                     | 1997–1998  | 657H                                             |
| F8Q 1.9 8v [diesel] | 1870             | Wtrysk pośredni      | F8Q 730 F8Q 732                 | 47/64 przy 4500 obr./min   | 170                 | 118 Nm przy 2250 obr./min | 1991–1998  | B576/L, C576/L, S576/L                           |
| F8Q 1.9 8v [diesel] | 1870             | Wtrysk pośredni      | F8Q 676 F8Q 692 F8Q 696         | 48/65 przy 4500 obr./min   | 180                 | 118 Nm przy 2250 obr./min | 1996–1998  | 657N/M, 3/557N                                   |
| 2DB [elektr.]       | –                | –                    | 2DB 701                         | 21/30                      | b.d                 | b.d.                      | 1996–1998  | 5/657W                                           |

## Druga generacja

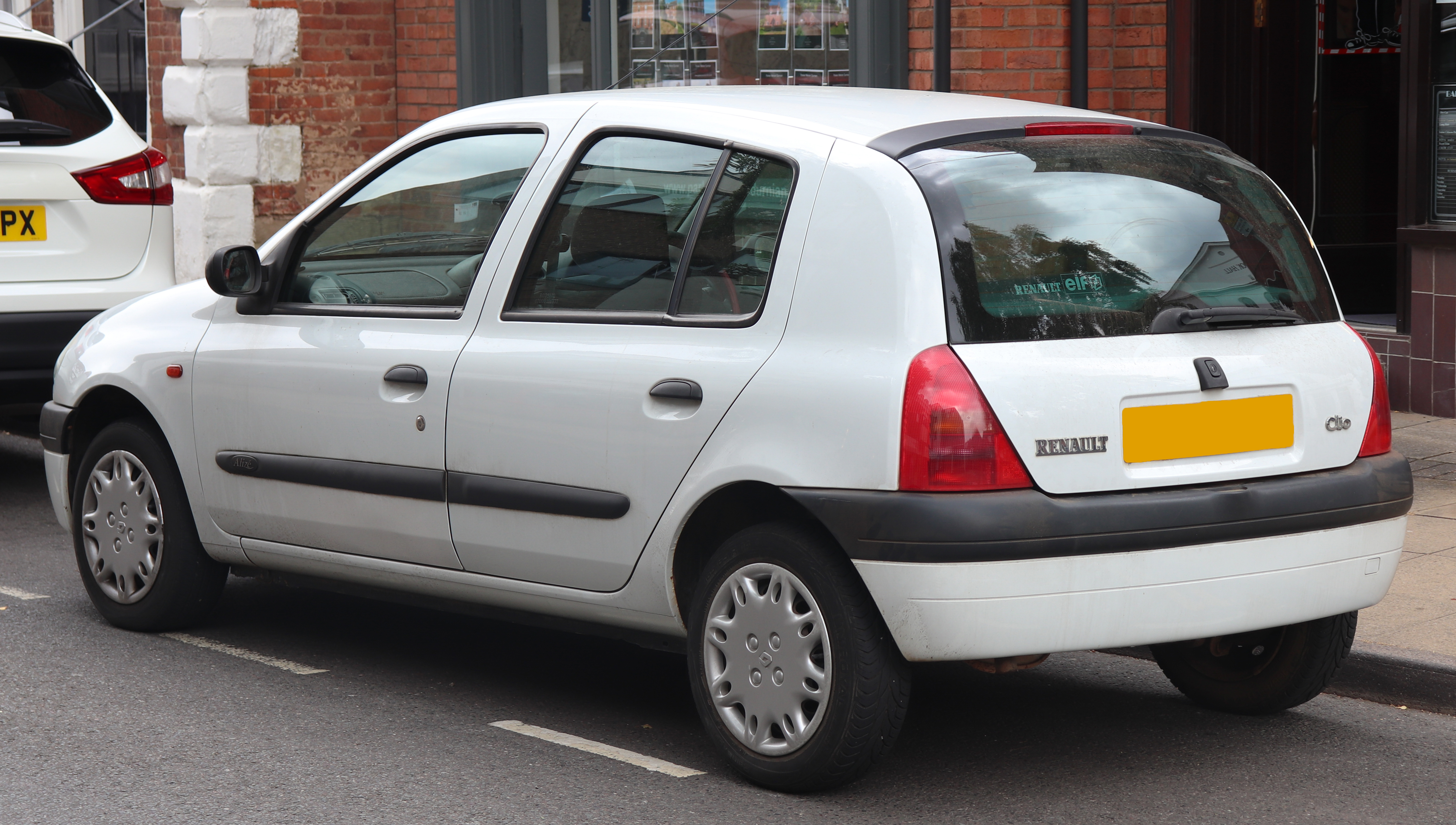
Renault Clio II – tył

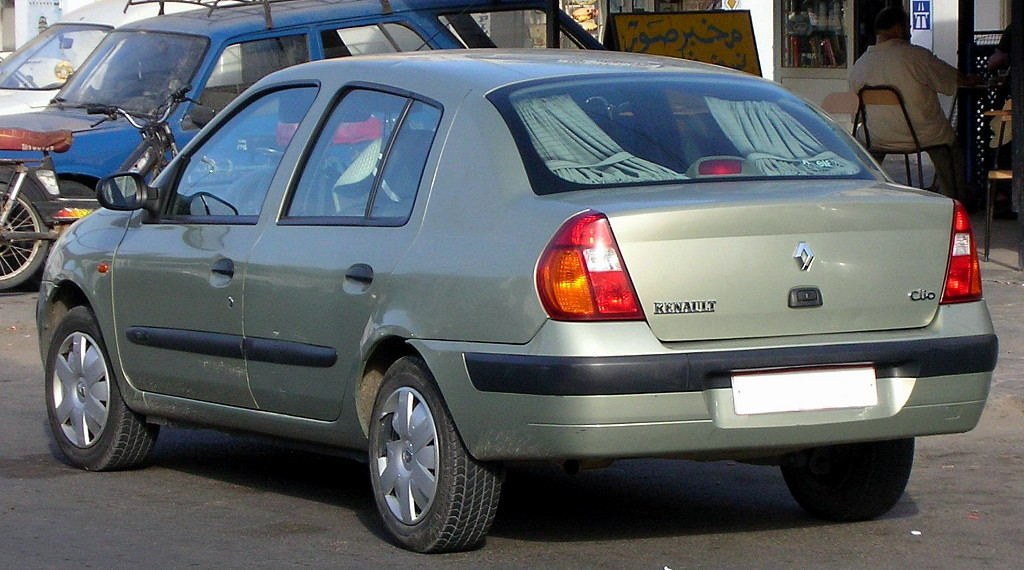
Renault Thalia

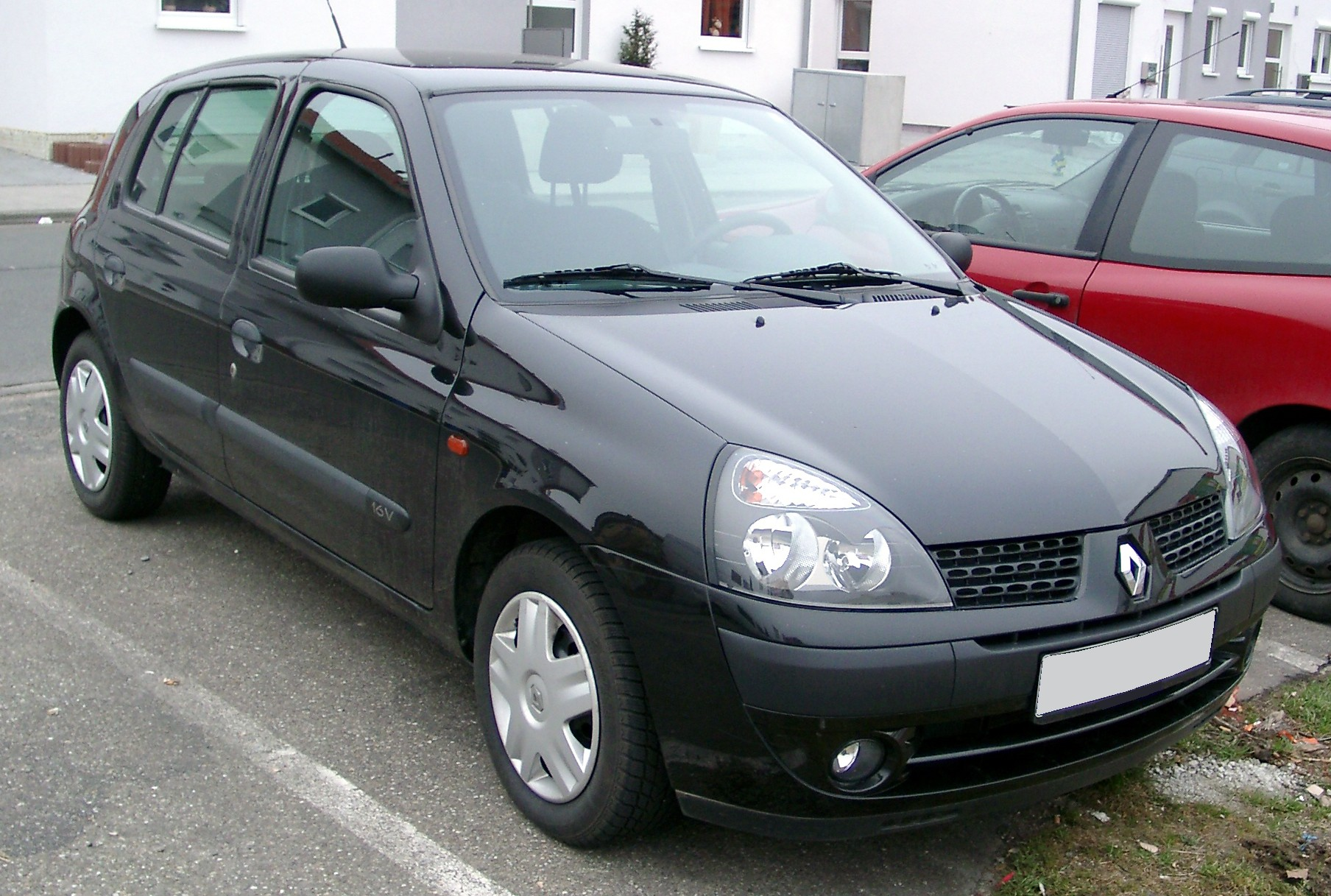
Renault Clio II po liftingu

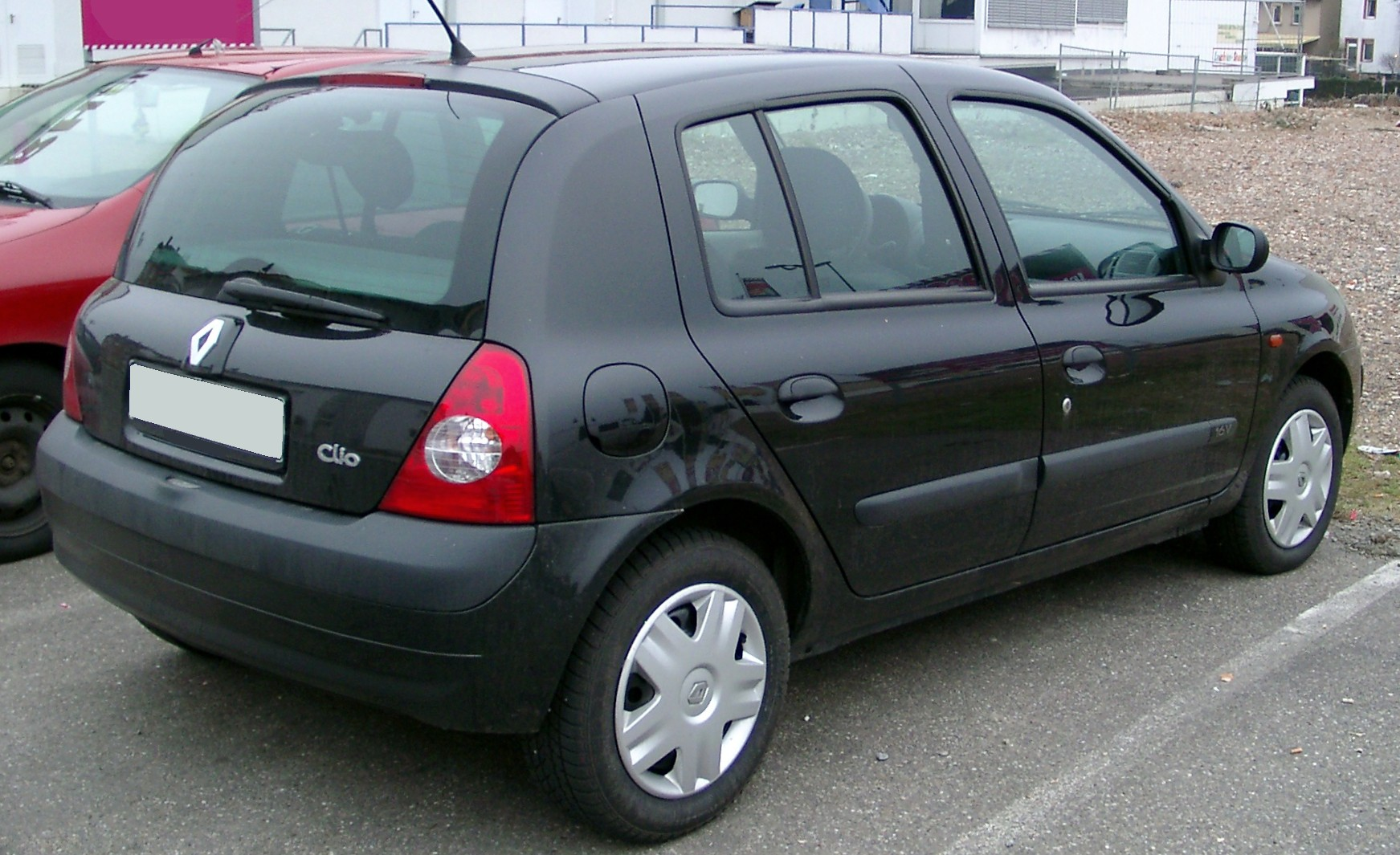
Renault Clio II – tył po liftingu

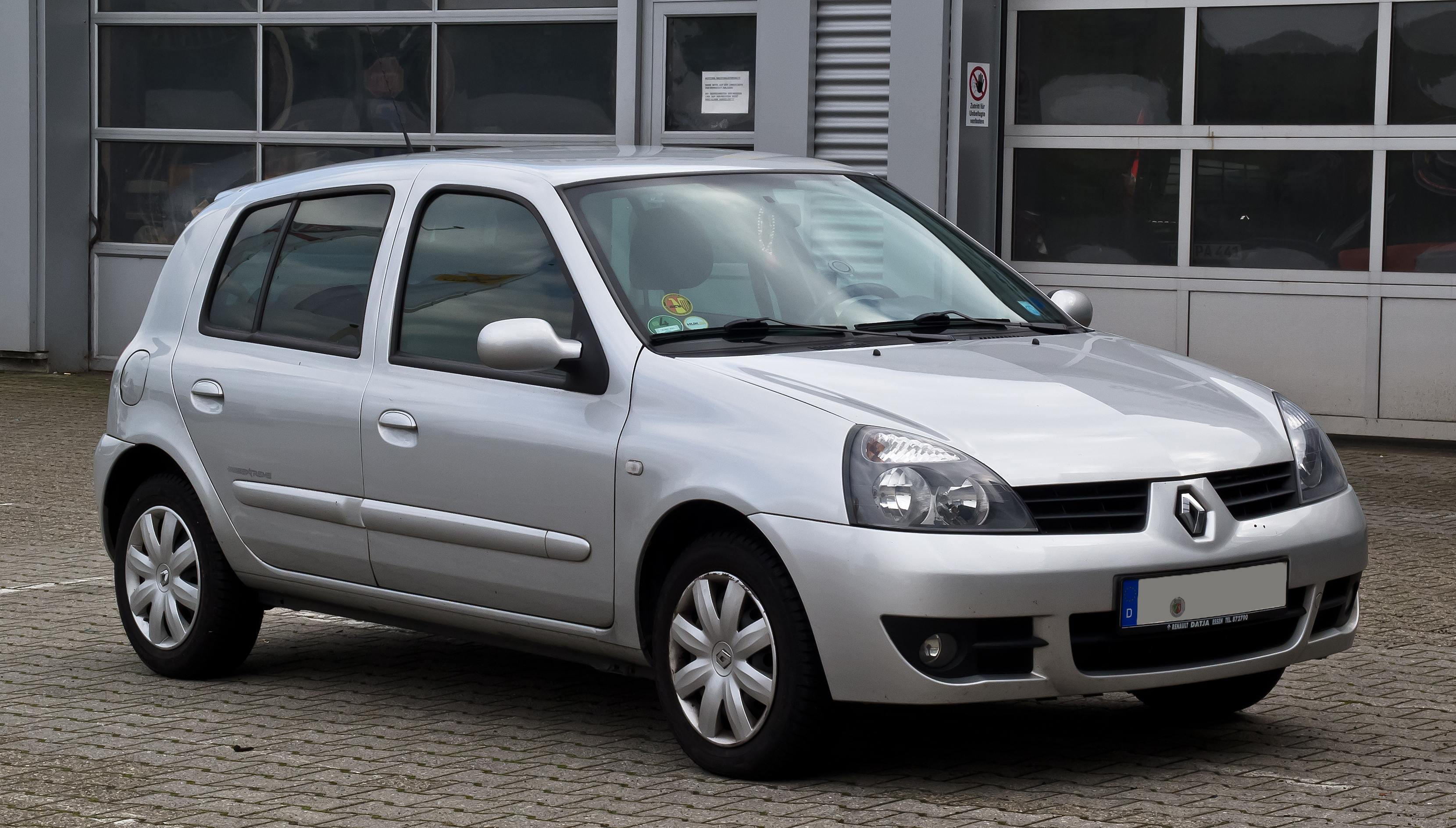
Renault Clio II po drugim liftingu

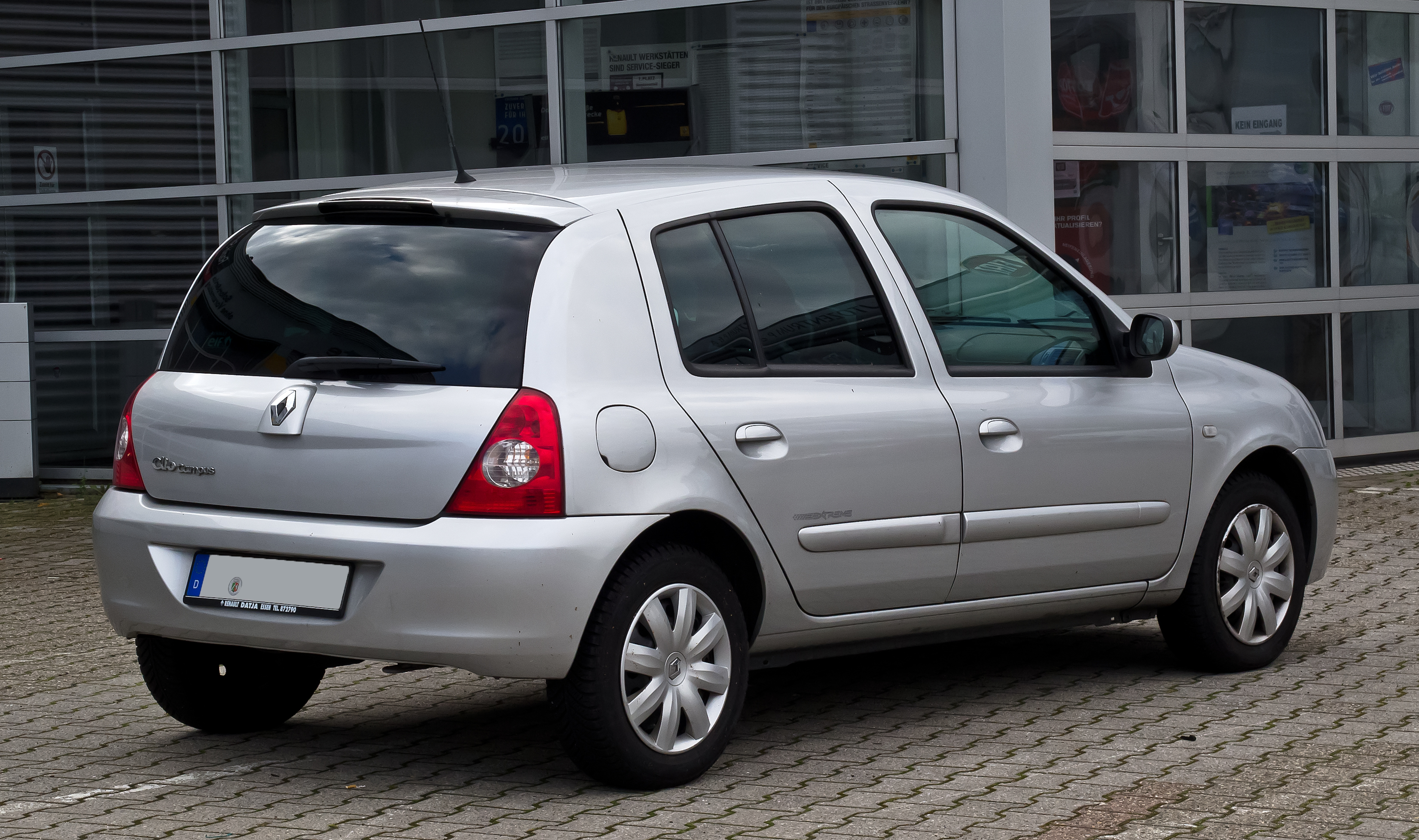
Renault Clio II – tył po drugim liftingu

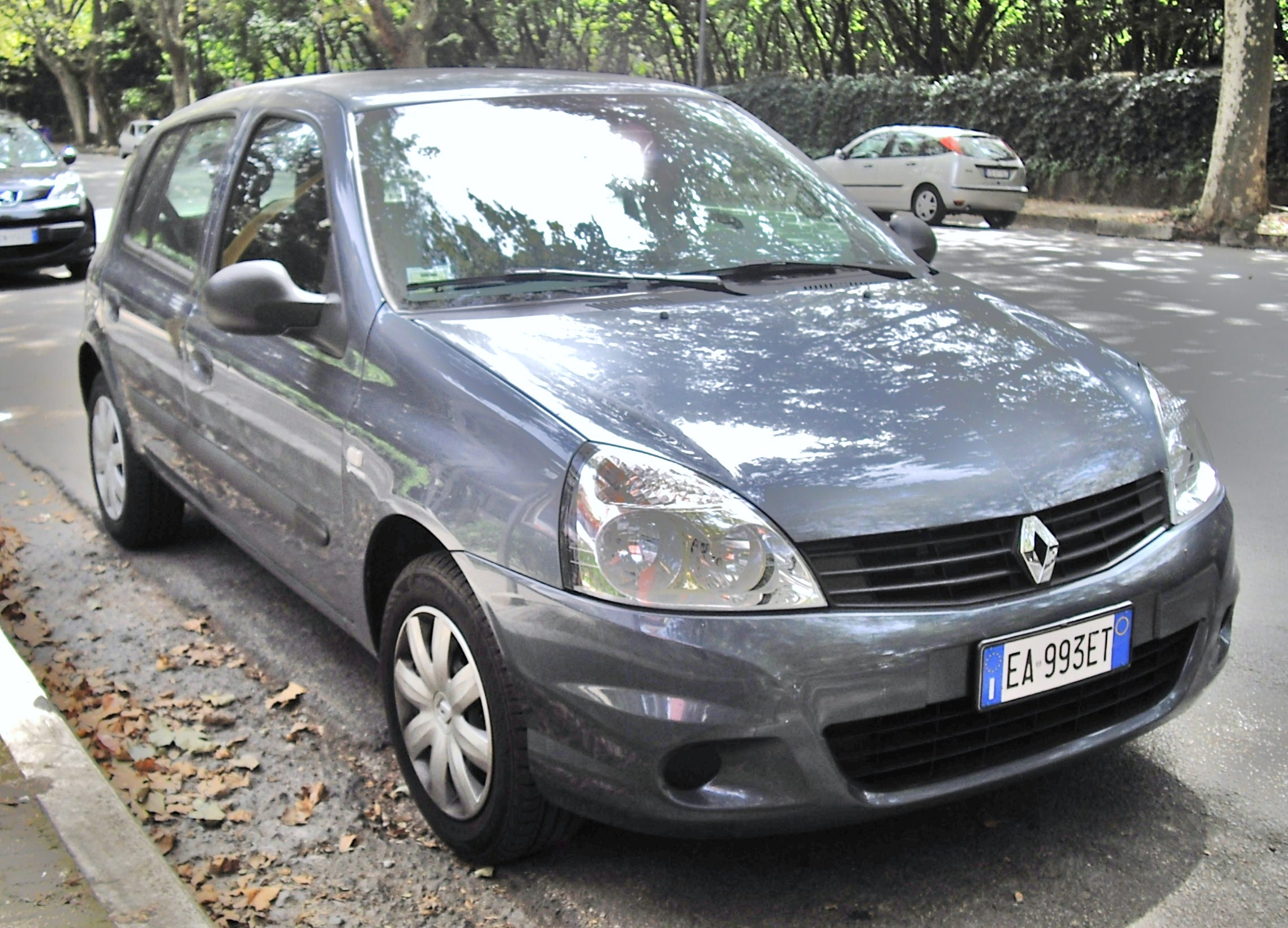
Renault Clio II po trzecim liftingu

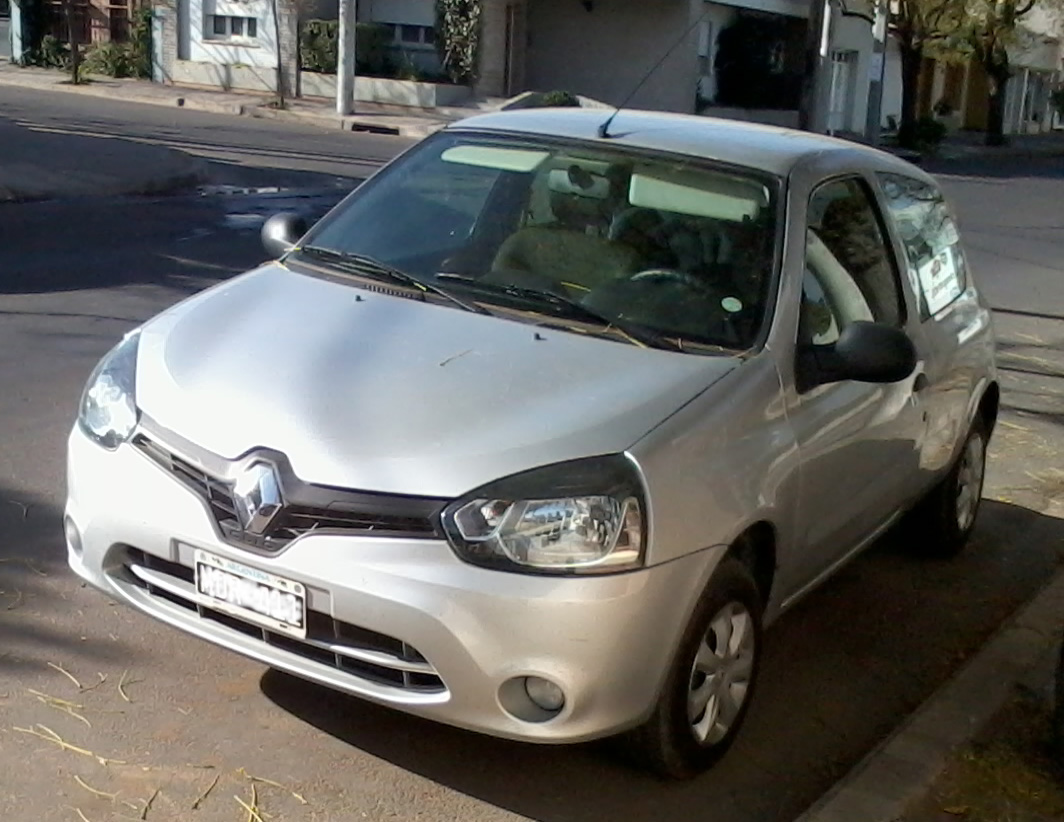
argentyńskie Renault Clio Mio

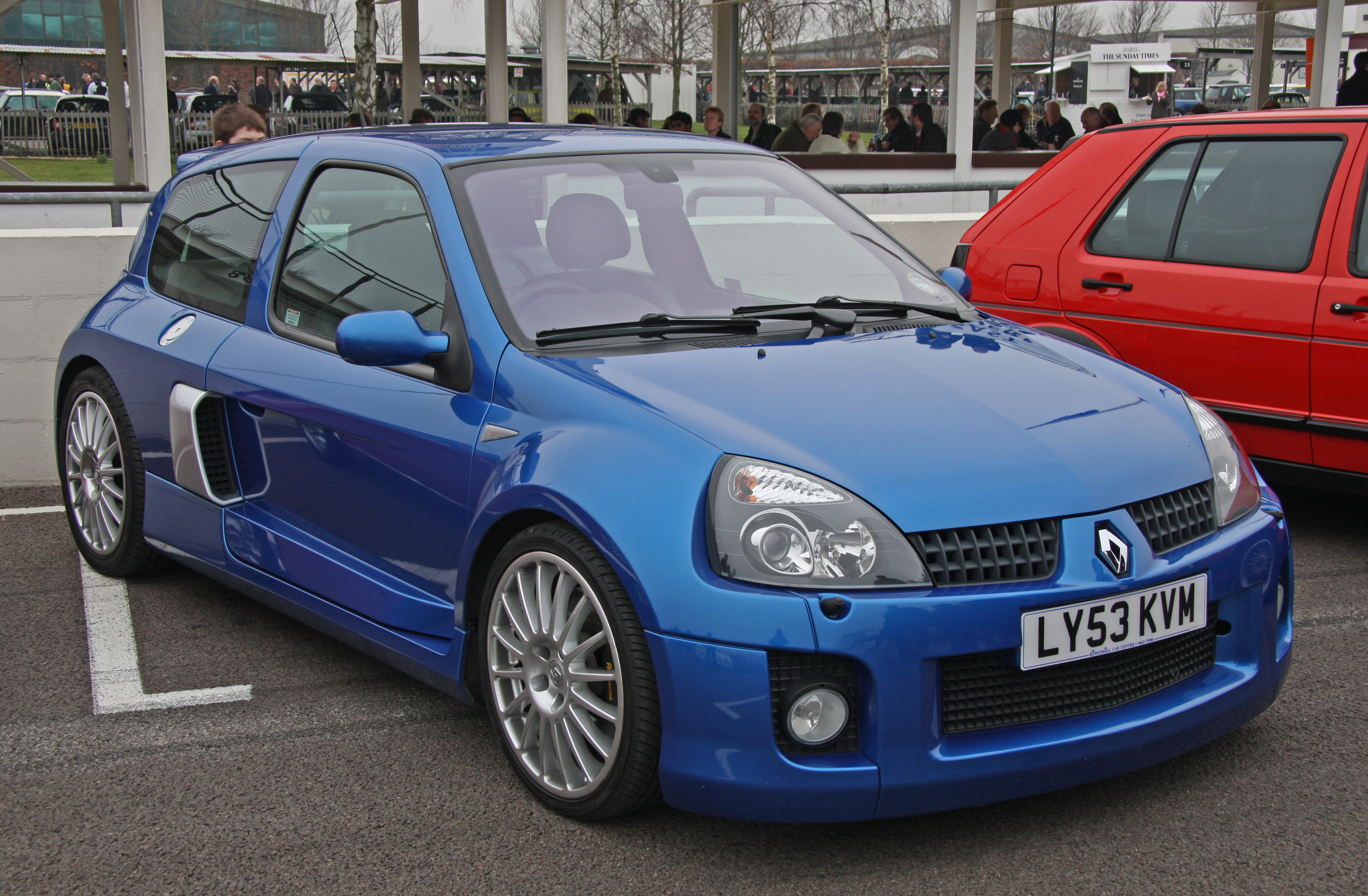
Renault Clio V6

Renault Clio II został po raz pierwszy zaprezentowany wiosną 1998 roku.
Zaprojektowany od podstaw samochód wyróżniał się nowoczesną stylistyką, wyraźnie nawiązującą do poprzednika. Gama silników składała się ze zmodernizowanych jednostek 1.2 l (D7F) i 1.4 l (E7J) znanych z poprzedniej generacji Clio, oraz 1.6 l (K7M) i 1.6 16V (K4M) stosowanych wcześniej w większym modelu Renault Mégane. Dostępne były też silniki wysokoprężne – wolnossący oraz turbodoładowany – o pojemności 1.9 l. W 2000 roku pojawiła się jednostka 1.4 16V (K4J), natomiast rok później 1.2 16V (D4F), która zastąpiła ośmiozaworowy silnik 1.4 l (E7J). Także w 2000 roku pojawiła się sportowa wersja Clio II o nazwie Sport. Napędzana była silnikiem o pojemności 2.0 l (F4R) i mocy 172 KM. Pozwalała rozpędzać Clio do 100 km/h w czasie 7,3 sekundy i osiągać prędkość 220 km/h.
W 2001 roku wprowadzono na rynek wersję V6 z silnikiem o mocy ponad 230 KM z modelu Laguna, zmodyfikowanym przez oddział Renault Sport. Moc pojazdu przenoszona była z centralnie umieszczonego silnika tuż za przednimi fotelami na tylną oś. Wersja V6 standardowo wyposażona była w 17-calowe aluminiowe felgi. Pojazd przyśpiesza do 100 km/h w czasie 6,4 s i osiąga prędkość maksymalną 235 km/h. W 2000 roku wprowadzono na rynek także wersję z czterodrzwiowym nadwoziem typu sedan, zwaną w zależności od rynku Renault Clio Symbol, Renault Clio Sedan lub Renault Thalia. W tym samym roku Clio II przeszło gruntowną modernizację, w wyniku której powstał model "Phase 2". Zewnętrznie różnił się on całkowicie nową przednią ścianą nadwozia, tylnymi lampami, tylnym zderzakiem, listwami bocznymi i innymi detalami. Od nowa zaprojektowano wówczas wnętrze pojazdu, oraz wprowadzono zmiany w zawieszeniu oraz wyposażeniu odpowiedzialnym za bezpieczeństwo bierne. Od tego czasu Renault odeszło również od dotychczasowego systemu oznaczeń poziomu wyposażenia (RL, RN, RT itp.), na rzecz nowych określeń pochodzących z języka francuskiego (Authentique, Expression, Dynamique itp.). Nowością były turbodoładowane wysokoprężne jednostki napędowe typu common rail o pojemności 1.5 l (K9K) i mocach 65, 82 lub 100 KM. Stosowano je w modelach dCi. Wraz z liftingiem, ze współpracą z niemiecką firmą Porsche, zwiększono moc silnika V6 z 230 do 255 KM, dzięki czemu pojazd osiąga 100 km/h w czasie 5,8 s oraz prędkość maksymalną 250 km/h.
Kolejna modernizacja pojazdu miała miejsce jesienią 2003 roku, kiedy pojawił się model "Phase 3". Zakres zmian był jednak niewielki i ograniczał się głównie do kosmetyki poprawiającej nieco wygląd samochodu (m.in. Delikatne przemodelowanie przedniego zderzaka czy "nerek" atrapy chłodnicy.). W tej formie auto dotrwało do 2005 roku, kiedy zaprezentowano jego następcę – Clio III. Nie spowodowało to jednak zakończenia produkcji Clio II.
Samochód po następnej modernizacji ("Phase 4"), po debiucie Clio III był w dalszym ciągu oferowany na niektórych rynkach pod nazwą Clio Storia lub Clio Campus (m.in. w Polsce). Aby unowocześnić przestarzałą sylwetkę Renault zmieniło lekko wygląd wersji Storia/Campus. Zmianie uległ tył,przód oraz podzespoły. Następca modelu Thalia został zaprezentowany w 2008 roku na bazie modelu II, a nie III generacji.
Kolejna modernizacja (Phase V), miała miejsce w 2009 roku. W związku z liftingiem zmieniono zderzaki, przemodelowano atrapę chłodnicy, dodano chromowane akcenty na zewnątrz i wewnątrz pojazdu, oraz wprowadzono wspomaganie kierownicy jako seryjne, już w podstawowej odmianie.
W 2012 roku podczas targów motoryzacyjnych w São Paulo zaprezentowano model Clio Mercosur/Clio Mio będący zmodernizowanym modelem drugiej generacji. Auto przeznaczone jest na rynek Ameryki Południowej. Pojazd otrzymał nowy pas przedni z nowymi reflektorami oraz atrapą chłodnicy, a także nowy pas tylny z nowymi lampami i klapą bagażnika.

### Wersje wyposażeniowe

#### Wersje (Phase 1)
- RL
- RN (RTA)
- RT (RTE)
- RXT
- RXE
- f
- Sport
- MTV
- Tech Far
- Tech Road (klimatyzacja, 4 poduszki, fotele kubełkowe, CD radio, tylna kanapa dzielona, centralny zamek z konsoli i kluczyka, szyby atermiczne dymione zieleń, lakier perłowy metalizowany, halogeny przeciwmgielne, reflektory podwójne soczewkowe, silnik 1.2 16v 75 KM)
- Tech Run
- Initiale
- Societe (dostawcza)

### Wersje (Phase 2, 3 i 4)
- Access
- Alize
- All Inclusive
- Authentique
- Dynamique
- Expression
- Extreme / Billabong
- Fairway
- Privilege
- Initiale
- Initiale Paris
- Sport
- Sport Jean Ragnotti
- Cup
- Trophy
- Societe (dostawcza)
- Storia / Campus
- MTV

### Wersje (Phase 5)[4]
- Authentique
- All Inclusive
- Societe

### Silniki

#### Silniki Clio (Phase 1, 2 i 3)
| Silnik        | Poj. (cm³) | Wersje nadw.                       | Max moc KM | Max mom obr. (Nm@obr/min | Przysp. (0-100 km/h | Prędkość max (km/h | Spal. l/100km miasto | Spal. l/100km poza miastem | Lata produkcji |
| ------------- | ---------- | ---------------------------------- | ---------- | ------------------------ | ------------------- | ------------------ | -------------------- | -------------------------- | -------------- |
| 1.2/D7F       | 1149       | Basis, RN (3-5d)                   | 60@5250    | 93@2500                  | 15.0                | 170                | 7.9                  | 5.2                        | 1999           |
| 1.4/E7J       | 1390       | RN, RT (3-5d)                      | 75@5500    | 114@5250                 | 12.1                | 190                | 8.8                  | 5.6                        | 1999           |
| 1.6/K7M       | 1598       | RT, Initiale (3-5d)                | 90@5250    | 131@2500                 | 10.6                | 195                | 9.6                  | 5.8                        | 1999           |
| 1.6/K7M       | 1598       | RT, Initiale (3-5d, aut Proactive) | 90@5250    | 131@2500                 | 12.9                | 195                | 10.8                 | 6.1                        | 1999           |
| 1.6/K4M       | 1598       | 16V (3-5d)                         | 110@5750   | 148@3750                 | 9.6                 | 195                | 9.4                  | 6.0                        | 1999           |
| 1.9D/F8Q      | 1870       | Basis, RN, RT (3-5d)               | 65@4500    | 118@2250                 | 15.4                | 175                | 7.9                  | 4.9                        | 1999           |
| 1.2/D7F       | 1149       | (3d)                               | 58@5250    | 93@2500                  | 15.5                | 155                | 7.7                  | 5.0                        | 1999           |
| 1.2/D7F       | 1149       | (5d)                               | 58@5250    | 93@2500                  | 15.0                | 160                | 7.9                  | 5.2                        | 1999           |
| 1.6/K7M       | 1598       | (3-5d)                             | 90@5250    | 131@2500                 | 10.6                | 181                | 9.6                  | 5.8                        | 1999           |
| 1.6/K7M       | 1598       | (3-5d, aut)                        | 90@5250    | 131@2500                 | 12.9                | 175                | 10.5                 | 6.0                        | 1999           |
| 1.6/K4M       | 1598       | 16V (3d)                           | 110@6750   | 148@3750                 | 9.6                 | 195                | 9.4                  | 6.0                        | 1999           |
| 1.2/D7F       | 1149       | MTV (3-5d)                         | 58@5250    | 93@2500                  |                     | 160                | 7.9                  | 5.2                        | 2000           |
| 1.4/K4J       | 1390       | RT, RXE, Tech'Run, MTV (3-5d)      | 95@6000    | 127@3750                 | 10.5                | 185                | 8.8                  | 5.2                        | 1999-2000      |
| 1.6/K4M       | 1598       | RXE, Initiale, Sport (5d)          | 110@5750   | 148@3750                 | 9.6                 | 195                | 9.4                  | 6.0                        | 2000           |
| 1.6/K7M       | 1598       | RXE, Initiale (5d, aut Proactive)  | 90@5250    | 131@2500                 | 12.9                | 175                | 10.8                 | 6.1                        | 2000           |
| 1.6/K4M       | 1598       | 16V (3d)                           | 110        |                          |                     |                    |                      |                            | 2000           |
| 2.0/F4R       | 1998       | Sport (3d)                         | 172@6250   | 200@5400                 | 7.3                 | 220                | 10.5                 | 6.4                        | 2000           |
| 1.9dTi/F9Q780 | 1870       | RT, RXE, Tech'Road, MTV (3-5d)     | 80@4000    | 160@2000                 | 12.8                | 174                | 6.7                  | 4.3                        | 1999–2002      |
| 1.2/D7F       | 1149       | Travel (3-5d)                      | 60@5250    | 93@2500                  | 15.0                | 170                | 7.9                  | 5.2                        | 2000           |
| 1.4/K4J       | 1390       | Travel (3-5d)                      | 97@6000    | 127@3750                 | 12.1                | 170                | 8.8                  | 5.6                        | 2000-2005      |
| 1.2/D7F       | 1149       | Authentique (3-5d)                 | 58@5250    | 93@2500                  | 15.0                | 158                | 7.9                  | 4.9                        | 2001           |
| 1.2/D4F       | 1149       | Authentique, Expression (3-5d)     | 75@5500    | 105@3500                 | 13.0                | 170                | 7.8                  | 4.9                        | 2001           |
| 1.4/K4J       | 1390       | Expression, Privilege (3-5d)       | 98@6000    | 127@3750                 | 10.5                | 185                | 9.2                  | 5.3                        | 2001           |
| 1.4/K4J       | 1390       | Dynamique (3d)                     | 98@6000    | 127@3750                 | 10.5                | 185                | 9.2                  | 5.3                        | 2001           |
| 2.0/F4R       | 1998       | Sport (3d)                         | 172@6250   | 200@5400                 | 7.2                 | 220                | 10.2                 | 6.3                        | 2001           |
| 1.5dCi/K9K    | 1461       | Authentique (3-5d)                 | 65@4000    | 160@2000                 | 15.0                | 162                | 5.4                  | 3.7                        | 2001           |
| 1.5dCi/K9K    | 1461       | Expression, Privilege (3-5d)       | 80@4000    | 185@2000                 | 12.2                | 175                | 5.3                  | 3.7                        | 2001           |
| 1.2/D4F       | 1149       | (3-5d)                             | 75@5500    | 105@3500                 | 14.6                | 170                | 7.6                  | 4.8                        | 2002           |
| 1.4/K4J       | 1390       | (3-5d)                             | 98@6000    | 127@3750                 | 12.9                | 180                | 10.0                 | 5.8                        | 2002           |
| 1.6/K4M       | 1598       | (3d)                               | 110@5750   | 148@3750                 | 10.5                | 188                | 10.6                 | 5.6                        | 2002           |
| 1.5dCi/K9K    | 1461       |                                    | 80@4000    | 185@2000                 | 12.2                | 175                | 5.3                  | 3.6                        | 2002–2004      |
| 1.2/D4F       | 1149       | Extreme                            | 75@5500    | 105@3500                 |                     |                    |                      |                            | 2002           |
| 1.4/K4J       | 1390       | Extreme                            | 98@6000    | 127@3750                 |                     |                    |                      |                            | 2002           |
| 1.5dCi/K9K    | 1461       |                                    | 65@4000    | 160@2000                 | 15.0                | 163                | 5.4                  | 3.7                        | 2002–2004      |
| 1.2/D7F       | 1149       |                                    | 60@5250    | 93@2500                  | 15.0                | 158                | 7.9                  | 4.9                        | 2004           |
| 1.2/D4F       | 1149       |                                    | 75@5500    | 105@3500                 | 13.0                | 170                | 7.8                  | 4.9                        | 2004           |
| 1.2/D4F       | 1149       | (aut Quickshift)                   | 75@5500    | 105@3500                 | 14.6                | 170                | 7.6                  | 4.8                        | 2004           |
| 1.4/K4J       | 1390       |                                    | 98@6000    | 127@3750                 | 10.5                | 185                | 9.2                  | 5.3                        | 2004           |
| 1.4/K4J       | 1390       | (aut Proactive)                    | 98@6000    | 127@3750                 | 12.9                | 180                | 10.0                 | 5.8                        | 2004           |
| 1.6/K4M       | 1598       |                                    | 110@5750   | 148@3750                 | 9.6                 | 193                | 9.3                  | 5.6                        | 2004           |
| 1.6/K4M       | 1598       | (aut Proactive)                    | 110@5750   | 148@3750                 | 10.5                | 188                | 10.6                 | 5.6                        | 2004           |
| 2.0/F4R       | 1998       |                                    | 182@6500   | 200@5250                 | 7.1                 | 222                | 11.3                 | 6.2                        | 2004           |
| 1.5dCi/K9K    | 1461       |                                    | 100@4000   | 200@1900                 | 10.6                | 185                | 5.2                  | 3.8                        | 2004           |

#### Silniki Clio Storia (Phase 4 i 5)
- Benzynowe

| Silnik     | Pojemność skokowa [cm³] | Moc maksymalna [KM] ( [kW] ) przy obr/min | Maks. moment obrotowy [Nm] przy obr/min | Układ i liczba cylindrów | Układ rozrządu/ liczba zaworów | Przyśpieszenie (s) 0-100 km/h | Prędkość maksymalna km/h | Spalanie (l/100km) miasto/trasa/średnio |
| ---------- | ----------------------- | ----------------------------------------- | --------------------------------------- | ------------------------ | ------------------------------ | ----------------------------- | ------------------------ | --------------------------------------- |
| 1.2 60     | 1149                    | 58 (43)/5250                              | 93/2500                                 | R4                       | OHC/8                          | 15,0                          | 158                      | 7,9/4,7/5,9                             |
| 1.2 60 LPG | 1149                    | 60 (44)/5250 [58 (43)/5250]               | 91/2500 [88/2500]                       | R4                       | OHC/8                          | 16,2 [16,4]                   | 158                      | 7,7/5,0/6,0 [10,1/6,3/7,7]              |
| 1.2 16v 75 | 1149                    | 75 (55)/5500                              | 105/4250                                | R4                       | OHC/16                         | 13,0                          | 170                      | 7,8/4,9/5,9                             |

Dla wersji 1.2 60 LPG w nawiasach kwadratowych podano osiągi przy zasilaniu silnika gazem LPG.
- Wysokoprężne

| Silnik     | Pojemność skokowa [cm³] | Moc maksymalna [KM] ( [kW] ) przy obr/min | Maks. moment obrotowy [Nm] przy obr/min | Układ i liczba cylindrów | Układ rozrządu/ liczba zaworów | Przyśpieszenie (s) 0-100 km/h | Prędkość maksymalna km/h | Spalanie (l/100km) miasto/trasa/średnio |
| ---------- | ----------------------- | ----------------------------------------- | --------------------------------------- | ------------------------ | ------------------------------ | ----------------------------- | ------------------------ | --------------------------------------- |
| 1.5 dCi 65 | 1461                    | 65 (47)/3750                              | 160/1900                                | R4                       | OHC/8                          | 14,9                          | 165                      | 5,4/3,8/4,4                             |

## Trzecia generacja

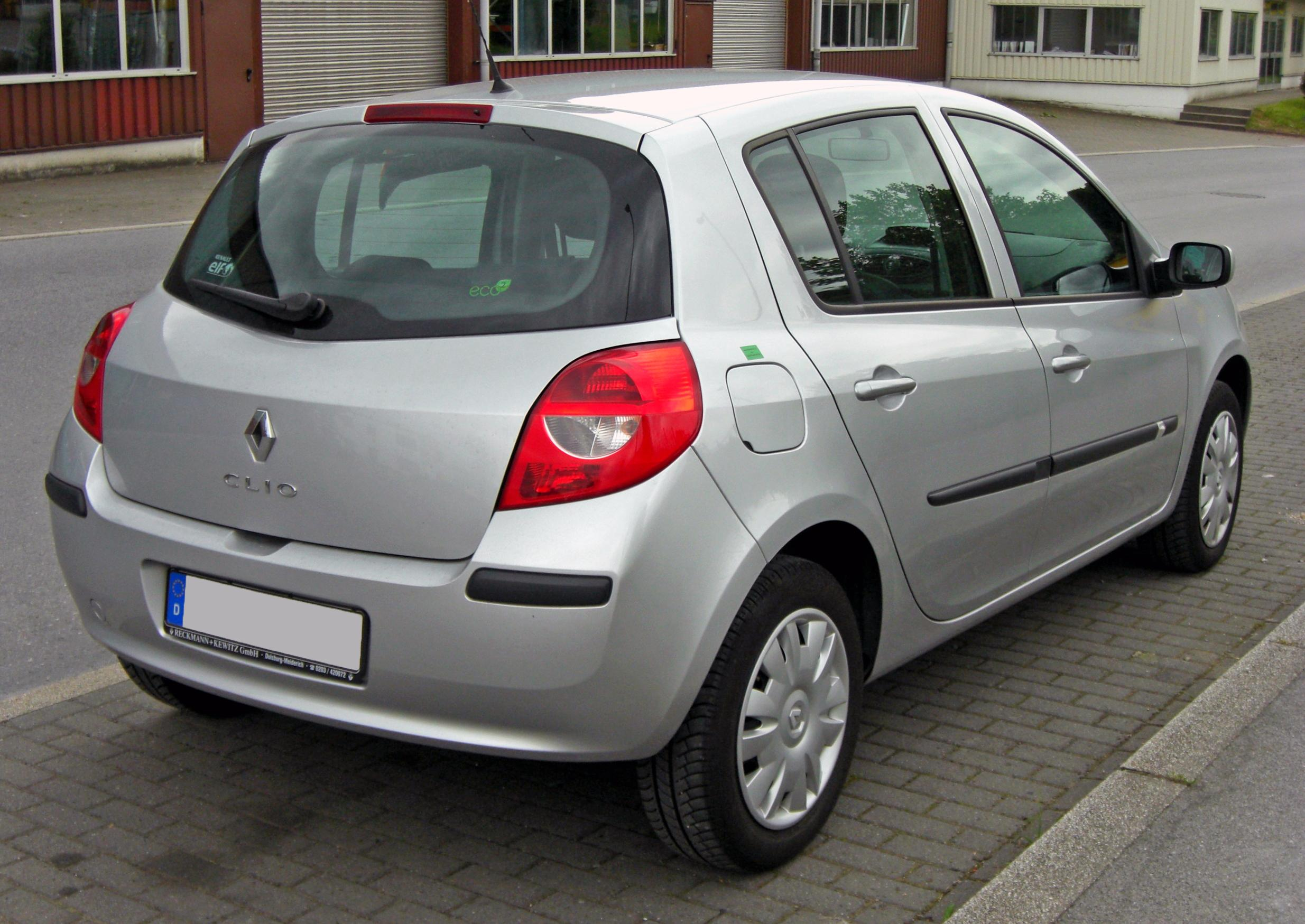
Renault Clio III – tył

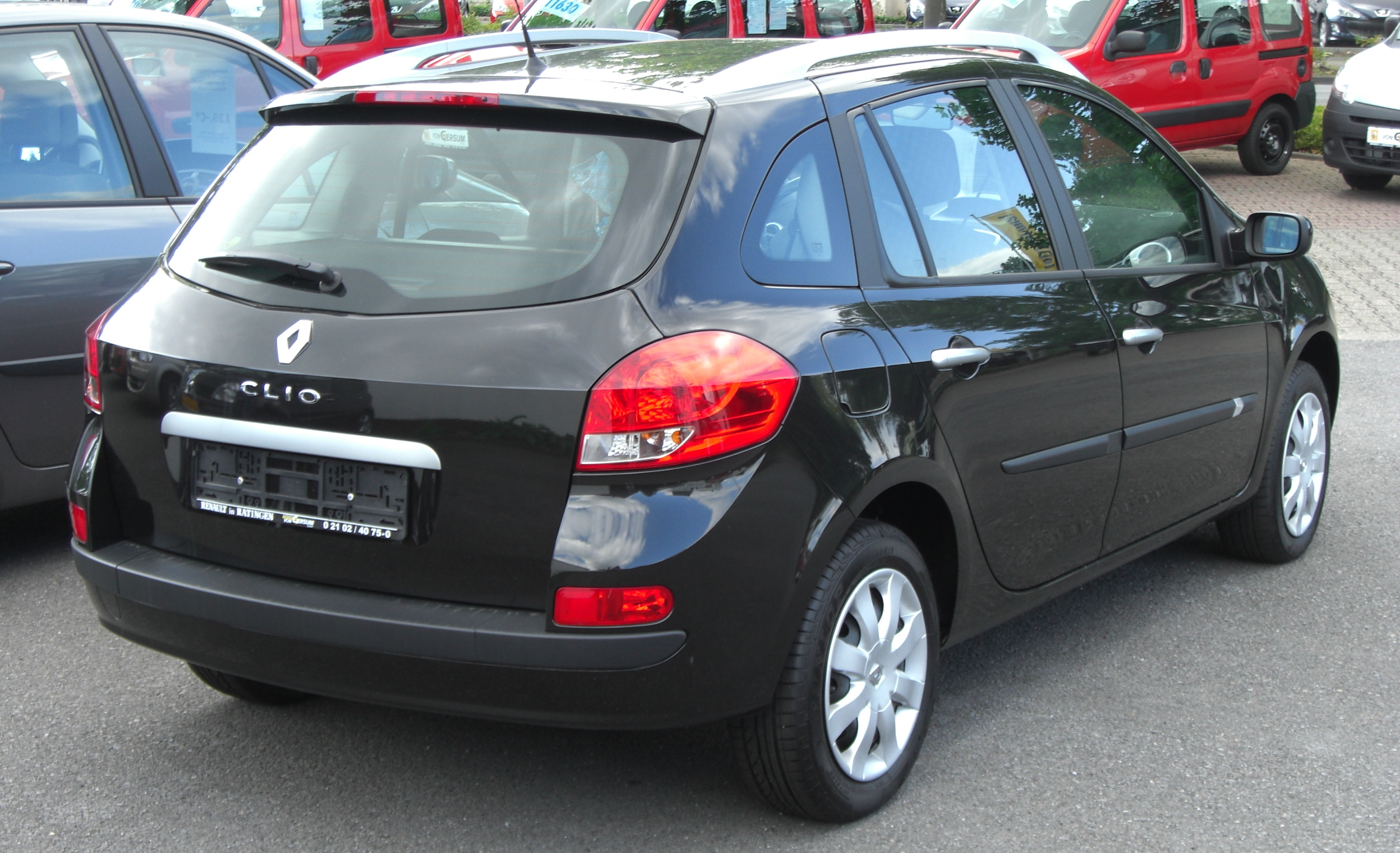
Renault Clio III Kombi

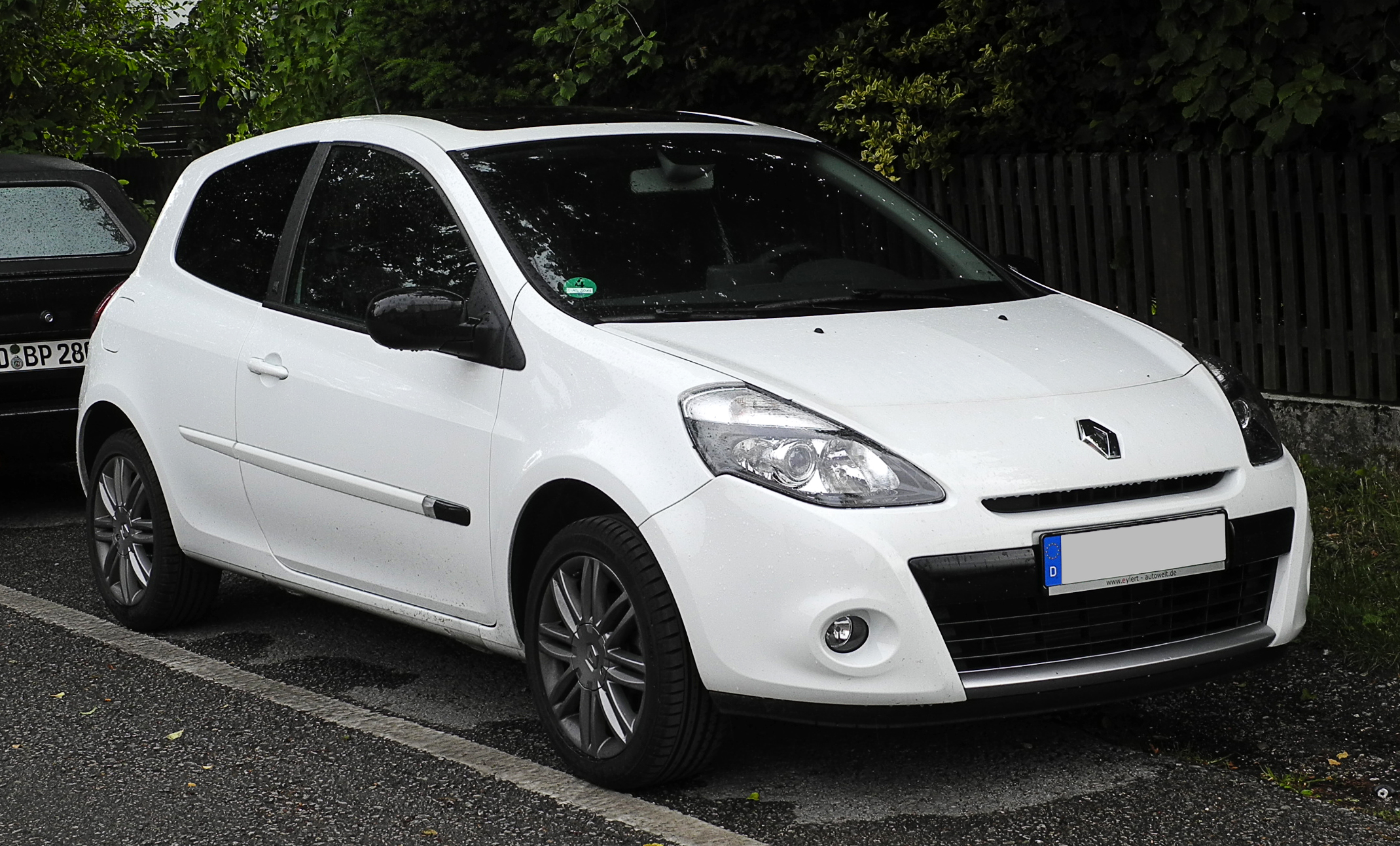
Renault Clio III po liftingu

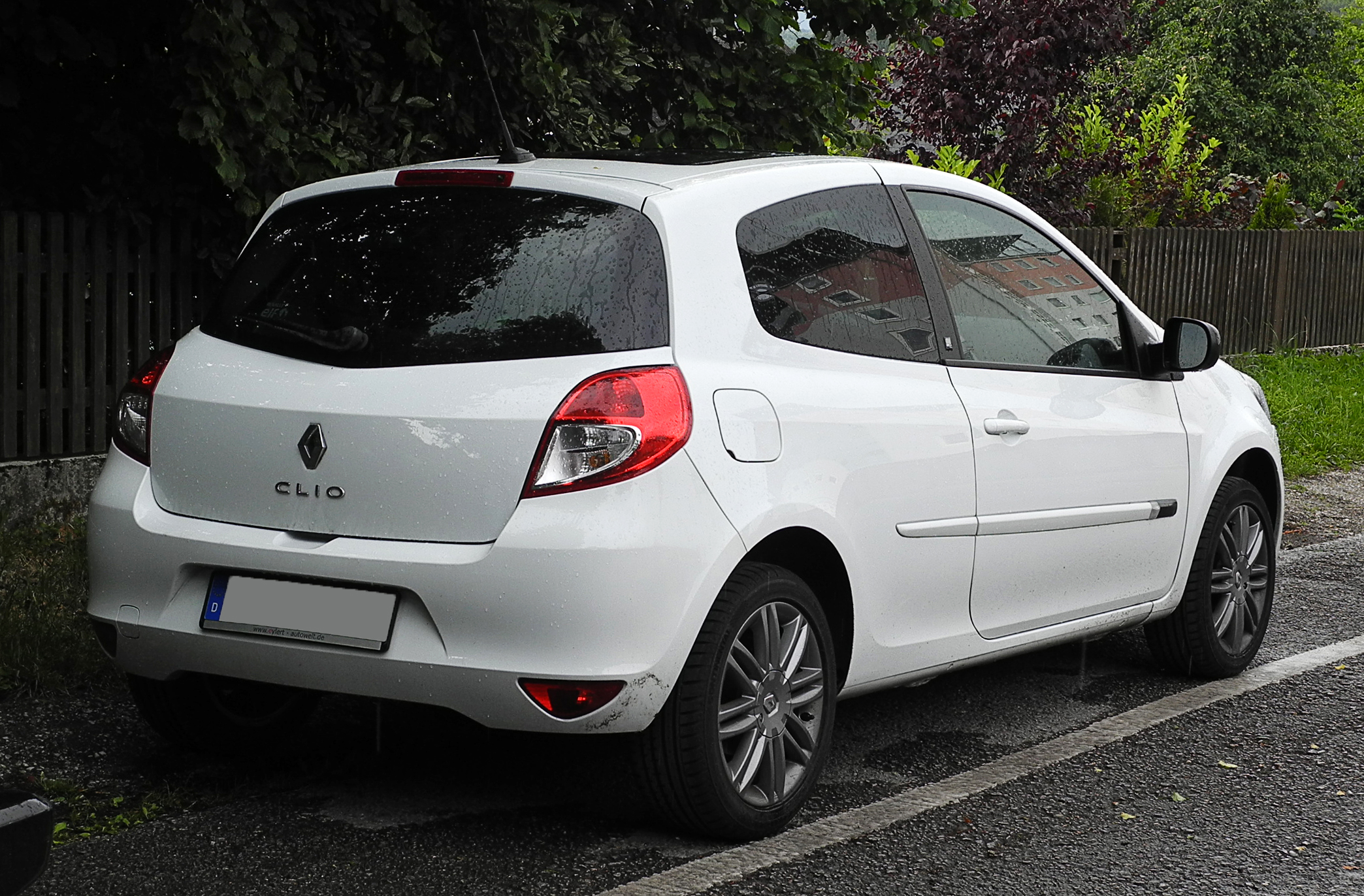
Renault Clio III – tył po liftingu

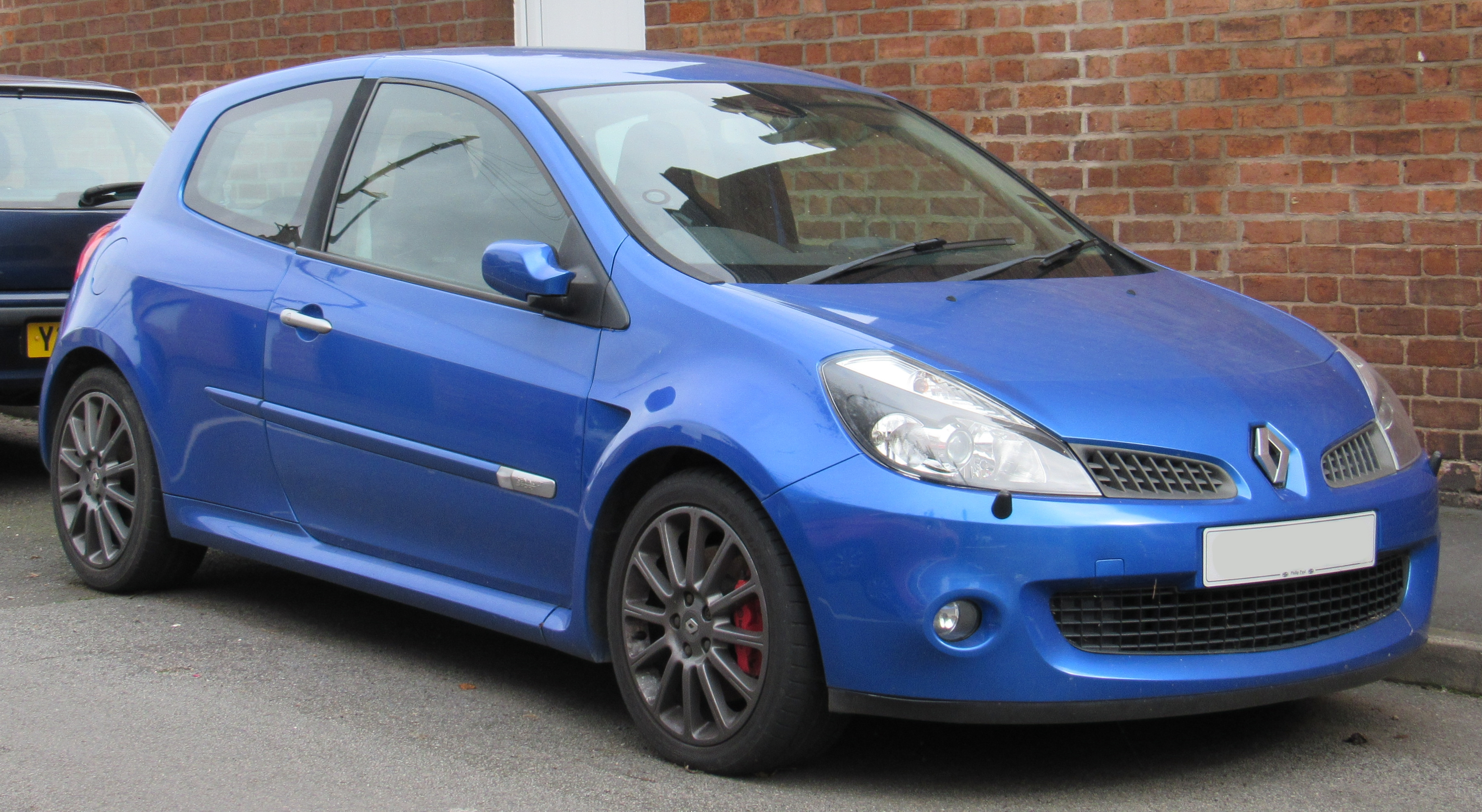
Renault Clio III RS

Renault Clio III został po raz pierwszy zaprezentowany podczas targów motoryzacyjnych we Frankfurcie w 2005 roku.
Auto zbudowane zostało na bazie płyty podłogowej stworzonej we współpracy koncernu Renault z japońskim koncernem Nissan, dzielonej m.in. z modelem Renault Modus, Nissan Micra oraz Nissan Note. Początkowo pojazd produkowany był jedynie w wersji hatchback w odmianie 3 i 5-drzwiowej, a następnie do oferty w 2007 roku wprowadzono zaprezentowaną podczas targów motoryzacyjnych we Frankfurcie wersję kombi pojazdu o nazwie Grandtour, która produkowana jest w Turcji. W 2007 roku zaprezentowana została sportowa wersja pojazdu F1 Team R27, która otrzymała silnik o mocy 197 KM oraz żółty kolor nadwozia z czarnymi elementami. W 2009 roku auto przeszło face lifting (oznaczenie Phase II). Zmieniono m.in.  reflektory przednie upodabniając model do Renault Megane oraz atrapę chłodnicy, przedni zderzak w którym zastosowane zostały duże światła przeciwmgłowe. Z tyłu pojazdu zmienione zostały lampy.
W plebiscycie na Europejski Samochód Roku 2006 model zajął 1. pozycję, był to pierwszy przypadek, gdy ten sam model zdobył powtórnie pierwsze miejsce.

### Wersje wyposażeniowe
- Authentique
- Alizé
- Business
- Expression
- Pack
- Luxe
- Rip Curl
- Wind
- Extreme
- Dynamique
- Sport
- 20th Limited Edition
- Night & Day
- S
- GT
- RS 200
- RS 200 Cup
- RS Gordini
- RS ‚Ange & Démon’
- RS Red Bull Racing RB7
- Initiale Paris

### Silniki
- Benzynowe

| Silnik                | Pojemność skokowa [cm³] | Moc maksymalna [KM] ( [kW] ) przy obr/min | Maks. moment obrotowy [Nm] przy obr/min | Układ i liczba cylindrów | Układ rozrządu/ liczba zaworów | Przyśpieszenie (s) 0-100 km/h | Prędkość maksymalna km/h | Spalanie (l/100km) miasto/trasa/średnio |
| --------------------- | ----------------------- | ----------------------------------------- | --------------------------------------- | ------------------------ | ------------------------------ | ----------------------------- | ------------------------ | --------------------------------------- |
| 1.2 16v 65            | 1149                    | 65 (48)/5500                              | 105/4250                                | R4                       | DOHC/16                        | 14,9                          | 157                      | 7,6/4,9/5,9                             |
| 1.2 16v 75            | 1149                    | 75 (55)/5500                              | 105/4250                                | R4                       | DOHC/16                        | 13,4                          | 167                      | 7,6/4,9/5,9                             |
| 1.2 16v 80 Quickshift | 1149                    | 78 (57,5)/5500                            | 108/4250                                | R4                       | DOHC/16                        | 14,9                          | 171                      | 7,1/4,7/5,6                             |
| 1.2 TCE 100           | 1149                    | 101 (74)/5500                             | 145/3000                                | R4                       | DOHC/16                        | 11,0                          | 184                      | 7,4/4,8/5,8                             |
| 1.4 16V               | 1390                    | 98 (72)/5700                              | 127/4250                                | R4                       | DOHC/16                        | 11,4                          | 183                      | 8,7/4,5/6,6                             |
| 1.6 16V 110           | 1598                    | 110 (82)/6000                             | 151/4250                                | R4                       | DOHC/16                        | 10,2                          | 190                      | 9,0/5,4/6,7                             |
| 1.6 16V 110 Aut.      | 1598                    | 110 (82)/6000                             | 151/4250                                | R4                       | DOHC/16                        | 12,2                          | 186                      | 10,0/6,1/7,5                            |
| 2.0 16V 200           | 1998                    | 197 (145)/7250                            | 215/5550                                | R4                       | DOHC/16                        | 6,9                           | 223                      | 11,6/6,5/8,4                            |

- Wysokoprężne

| Silnik      | Pojemność skokowa [cm³] | Moc maksymalna [KM] ( [kW] ) przy obr/min | Maks. moment obrotowy [Nm] przy obr/min | Układ i liczba cylindrów | Układ rozrządu/ liczba zaworów | Przyśpieszenie (s) 0-100 km/h | Prędkość maksymalna km/h | Spalanie (l/100km) miasto/trasa/średnio |
| ----------- | ----------------------- | ----------------------------------------- | --------------------------------------- | ------------------------ | ------------------------------ | ----------------------------- | ------------------------ | --------------------------------------- |
| 1.5 dCi 70  | 1461                    | 68 (50)/4000                              | 160/1700                                | R4                       | OHC/8                          | 15,2                          | 162                      | 5,3/4,1/4,5                             |
| 1.5 dCi 85  | 1461                    | 86 (63)/3750                              | 200/1900                                | R4                       | OHC/8                          | 12,7                          | 174                      | 5,2/4,0/4,4                             |
| 1.5 dCi 75  | 1461                    | 75 (55)/3850                              |                                         | R4                       | OHC/8                          | 14,1                          | 170                      | 5,1                                     |
| 1.5 dCi 106 | 1461                    | 106(78)/3850                              | 240/2500                                | R4                       | OHC/8                          | 11,0                          | 190                      | 5,7/4,1/4,6                             |

## Czwarta generacja

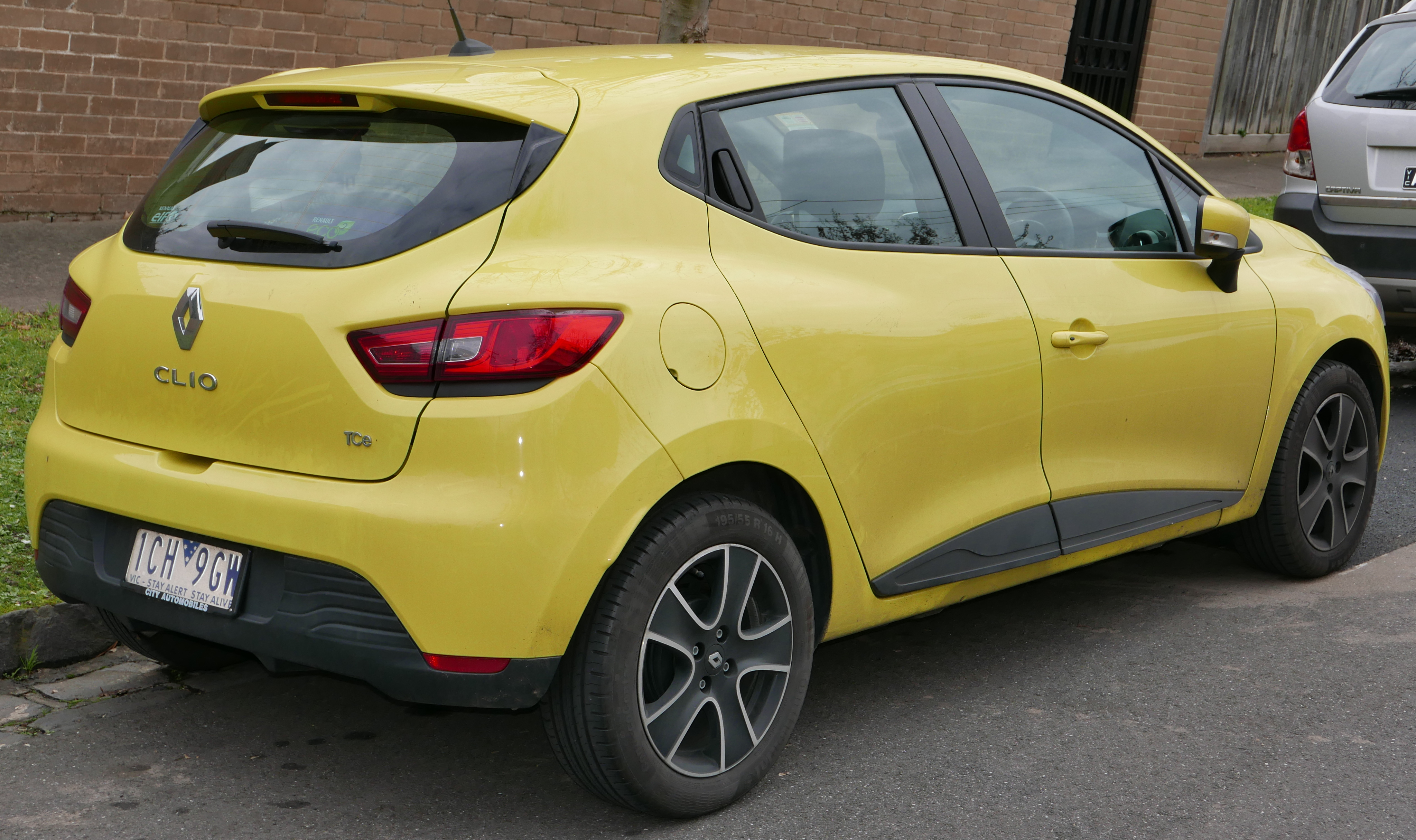
Renault Clio IV – tył

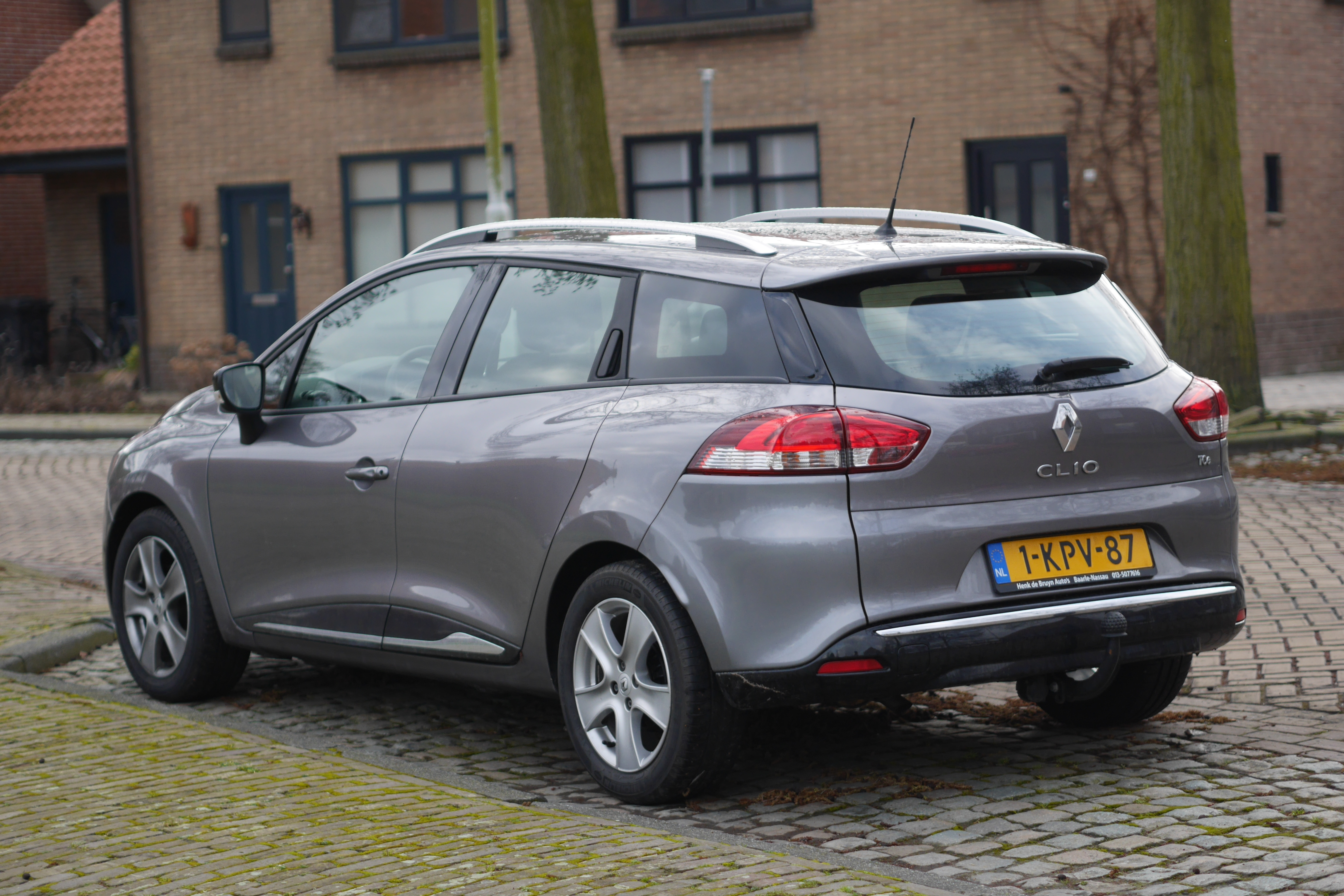
Renault Clio IV Kombi

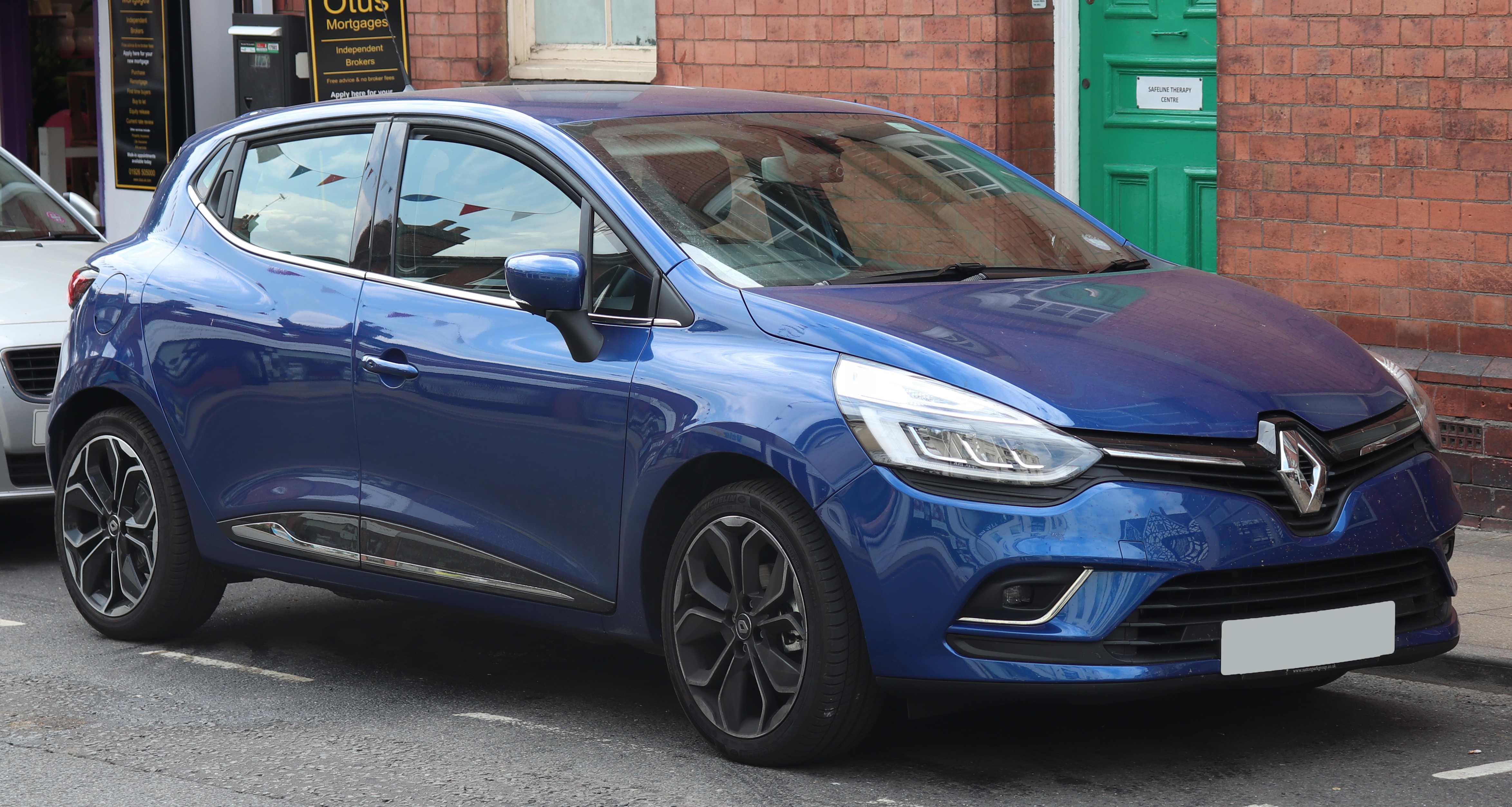
Renault Clio IV po liftingu

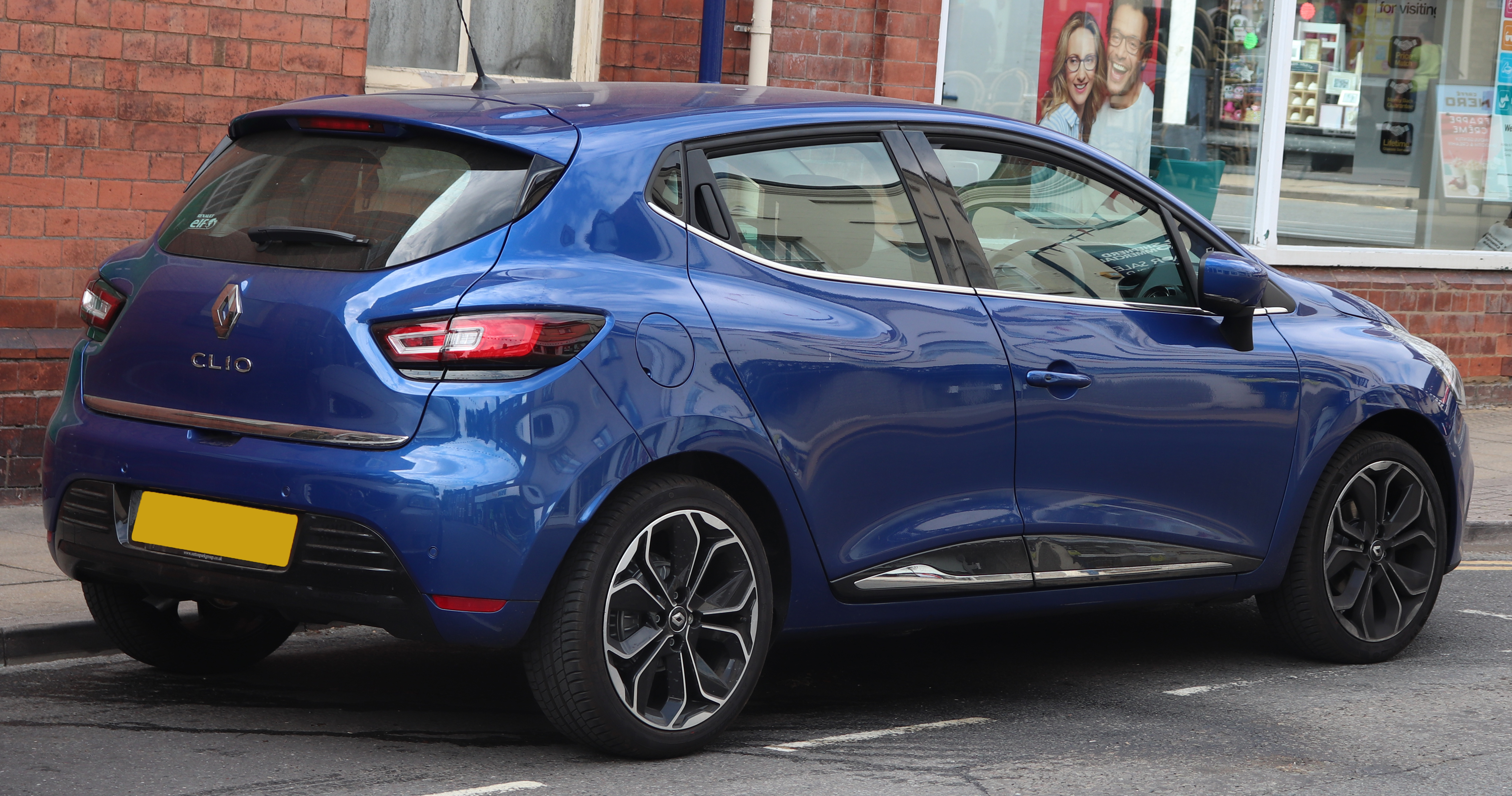
Renault Clio IV – tył po liftingu

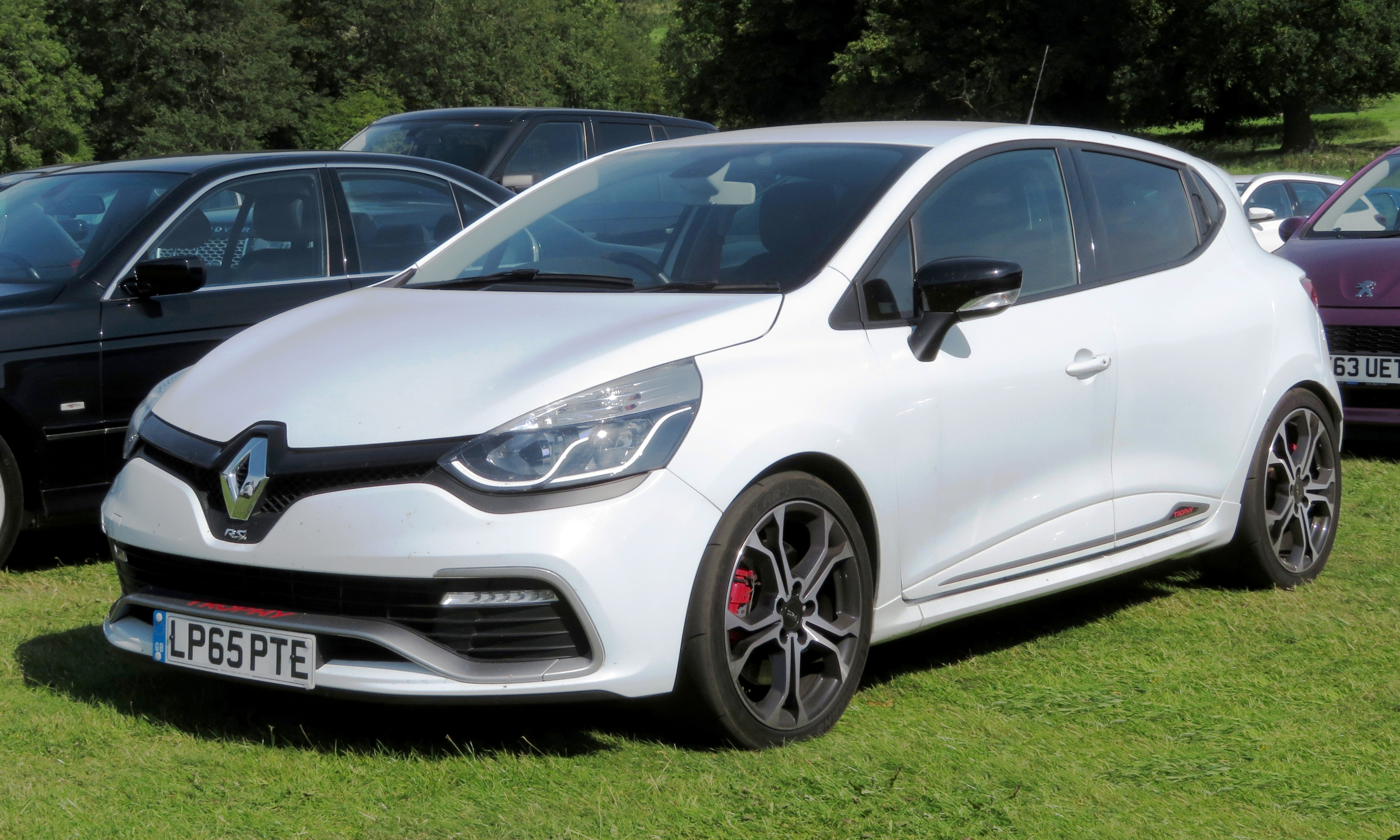
Renault Clio IV RS

Renault Clio IV zostało po raz pierwszy zaprezentowane podczas targów motoryzacyjnych w Paryżu w 2012 roku.
Pojazd zaprojektowany został przez Laurensa van der Ackera, który nowy styl scharakteryzował trzema słowami: prosty, ciepły i zmysłowy. Producent zrezygnował po raz pierwszy z trzydrzwiowej odmiany modelu na rzecz bardziej sportowej stylizacji modelu pięciodrzwiowego. W 2014 roku ofertę pojazdu wzbogacono o wersję Clio RS Gordini, która dostała wzmocniony silnik o pojemności 1.6-litra z turbodoładowaniem o mocy 230 KM oraz 285 Nm momentu obrotowego. W porównaniu do konwencjonalnego modelu Clio RS, moc podniesiono o 30 KM, zaś moment obrotowy o 51 Nm. Przyspieszenie od 0 do 100 km/h zajmuje 5,9 sekundy, zaś prędkość maksymalna powinna dobić do 250 km/h.
Podczas targów motoryzacyjnych w Genewie w 2015 roku zaprezentowana została sportowa wersja Clio RS 220 EDC Trophy. Auto otrzymało zmienioną charakterystykę pracy silnika oraz większy układ turbodoładowania dzięki czemu silnik o pojemności 1.6 l otrzymał moc 220 KM. Pojazd otrzymał obniżone oraz utwardzone zawieszenie.
Produkcja samochodu zakończona została w drugiej połowie 2020 roku. Clio IV było przez pewien czas produkowane i sprzedawane razem z piątą generacją modelu, jednak w Europie oferowane wtedy było już pod nazwą Clio Generation (także w wersji kombi).

### Wersje wyposażeniowe
- Authentique/Life
- Expression/Zen
- Limited
- Dynamique
- Luxe
- GT

Podstawowe wyposażenie standardowej wersji pojazdu obejmuje m.in. dwie czołowe oraz dwie boczne poduszki powietrzne, system ABS z systemem EBA, system ESP i ESC, system wspomagania ruszania pod górę HSA, elektryczne sterowanie szyb przednich oraz elektryczne sterowanie lusterek oraz światła do jazdy dziennej wykonane w technologii LED.
W zależności od wersji wyposażeniowej pojazdu auto doposażyć można opcjonalnie w m.in. system multimedialny Media Nav z 7-calowym ekranem dotykowym, radioodtwarzaczem z Bluetooth, USB oraz AUX, czujniki zmierzchu, czujnik deszczu, światła przeciwmgłowe, skórzaną kierownicę, skórzaną tapicerkę, klimatyzację manualną, system wspomagania parkowania tyłem

#### Wersje limitowane
- Graphite
- Techno Feel
- RS Gordini
- RS Trophy
- RS Monaco GP

### Silniki[16]
- Benzynowe

| Silnik            | Pojemność skokowa [cm³] | Moc maksymalna [KM] ( [kW] ) przy obr/min | Maks. moment obrotowy [Nm] przy obr/min | Układ i liczba cylindrów | Układ rozrządu/ liczba zaworów | Przyśpieszenie (s) 0-100 km/h | Prędkość maksymalna km/h | Spalanie (l/100km) miasto/trasa/średnio |
| ----------------- | ----------------------- | ----------------------------------------- | --------------------------------------- | ------------------------ | ------------------------------ | ----------------------------- | ------------------------ | --------------------------------------- |
| Energy TCe 90     | 899                     | 76 (56KW)/5000                            | 120/2500                                | R3                       | DOHC12                         | 12,3                          | 178                      | 5,2/4,4/6,5                             |
| Energy TCE 90     | 899                     | 90 (66)/5000                              | 135/2500                                | R3                       | DOHC/12                        | 12,2                          | 182                      | 5,8/3,8/4,5                             |
| Energy TCE 90 99g | 899                     | 90 (66)/5000                              | 135/2500                                | R3                       | DOHC/12                        | 11,8                          | 185                      | 5,3/3,7/4,3                             |
| 1.2 16v 75        | 1149                    | 75 (54)/5500                              | 107/4250                                | R4                       | DOHC/16                        | 14,5                          | 167                      | 7,0/4,7/5,5                             |
| 1.2 TCE 120 EDC   | 1198                    | 118 (87)/4500                             | 190/2000                                | R4                       | DOHC/16                        | 9,2                           | 199                      | 8,8/6,5/7.0                             |
| 1.6 RS 200 EDC    | 1618                    | 200 (147)/6000                            | 240/1750                                | R4                       | DOHC/16                        | 6,7                           | 230                      | bd                                      |

- Wysokoprężne

| Silnik                | Pojemność skokowa [cm³] | Moc maksymalna [KM] ( [kW] ) przy obr/min | Maks. moment obrotowy [Nm] przy obr/min | Układ i liczba cylindrów | Układ rozrządu/ liczba zaworów | Przyśpieszenie (s) 0-100 km/h | Prędkość maksymalna km/h | Spalanie (l/100km) miasto/trasa/średnio |
| --------------------- | ----------------------- | ----------------------------------------- | --------------------------------------- | ------------------------ | ------------------------------ | ----------------------------- | ------------------------ | --------------------------------------- |
| 1.5 Energy dCi 75     | 1461                    | 75 (55)/4000                              | 200/1750                                | R4                       | OHC/8                          | 14,3                          | 168                      | bd/bd/3,6                               |
| 1.5 Energy dCi 90     | 1461                    | 90 (66)/4000                              | 220/1750                                | R4                       | OHC/8                          | 11,9                          | 181                      | 3,9/3,1/3,4                             |
| 1.5 Energy dCi 90 83g | 1461                    | 90 (66)/4000                              | 220/1750                                | R4                       | OHC/8                          | 12,0                          | 181                      | 3,6/3,0/3,2                             |

## Piąta generacja

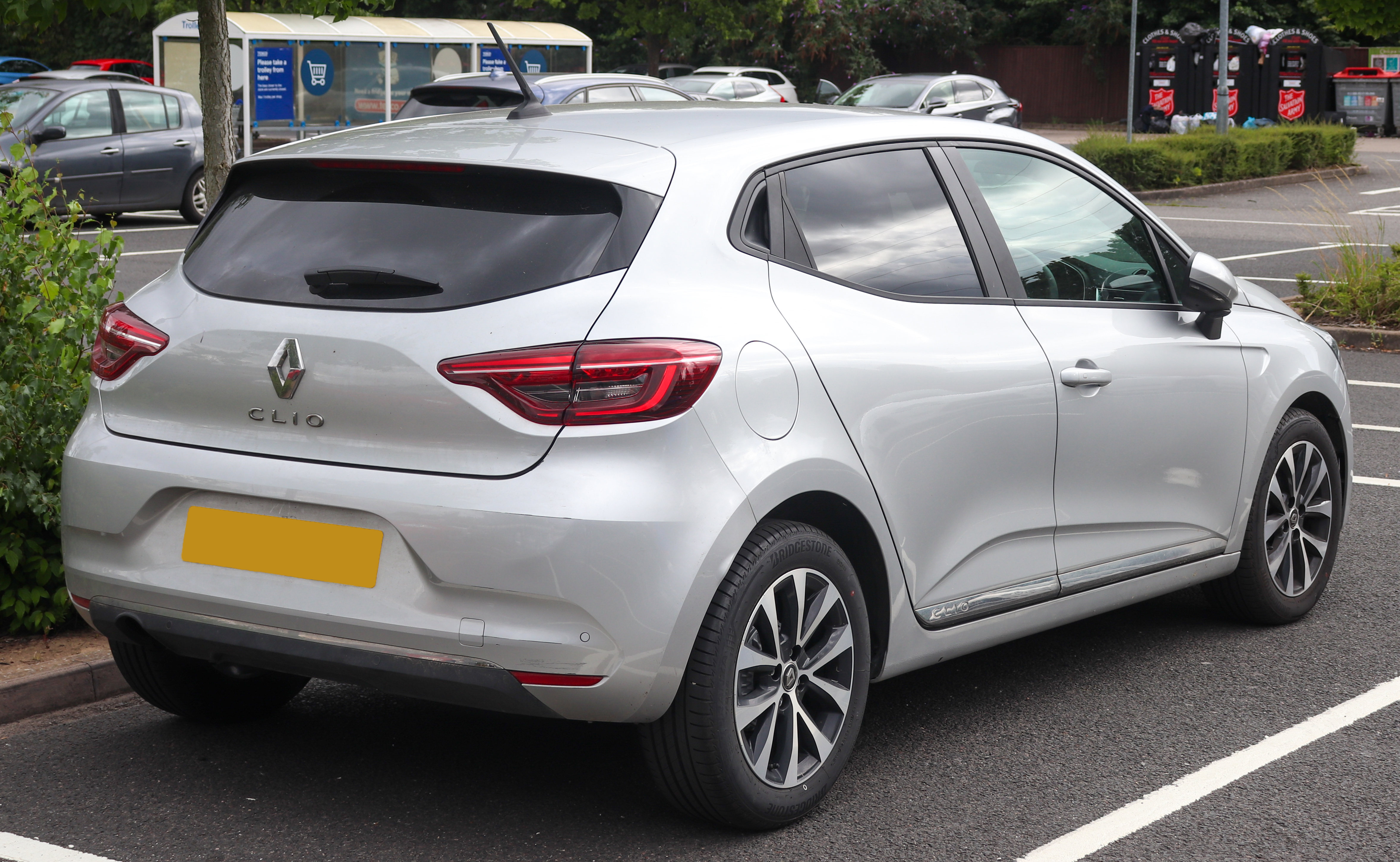
Renault Clio V – tył

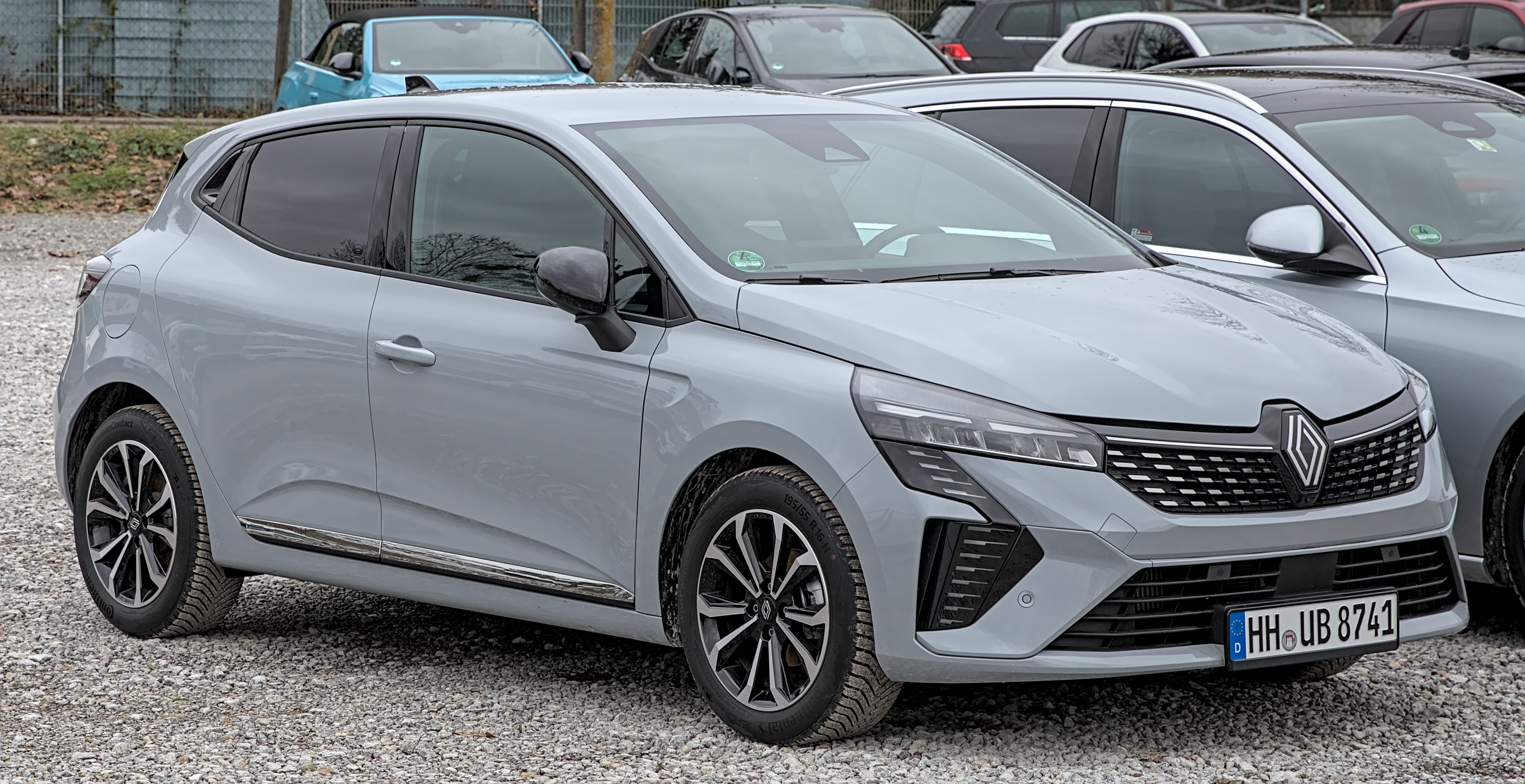
Renault Clio V po liftingu

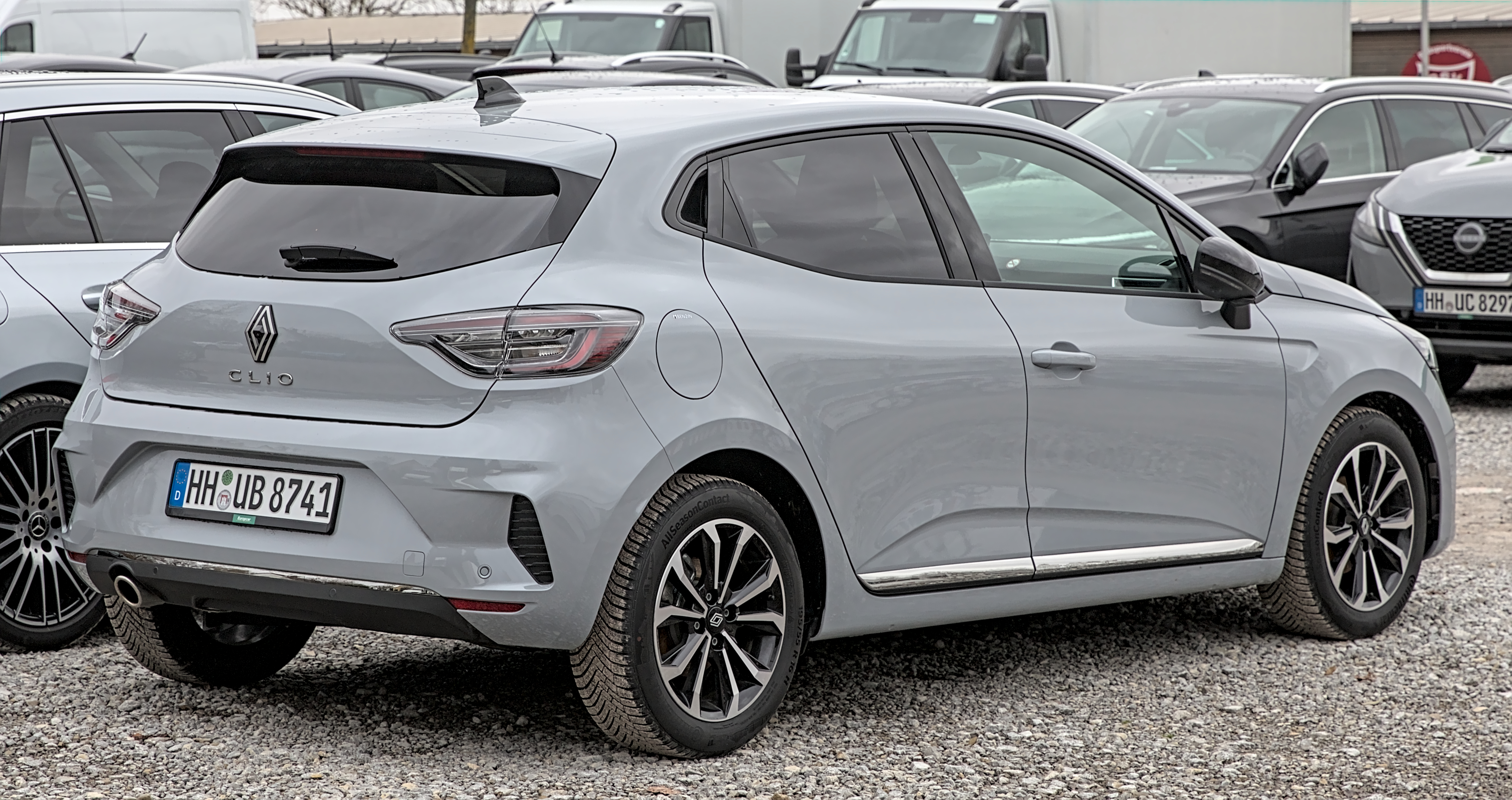
Renault Clio V - tył po liftingu

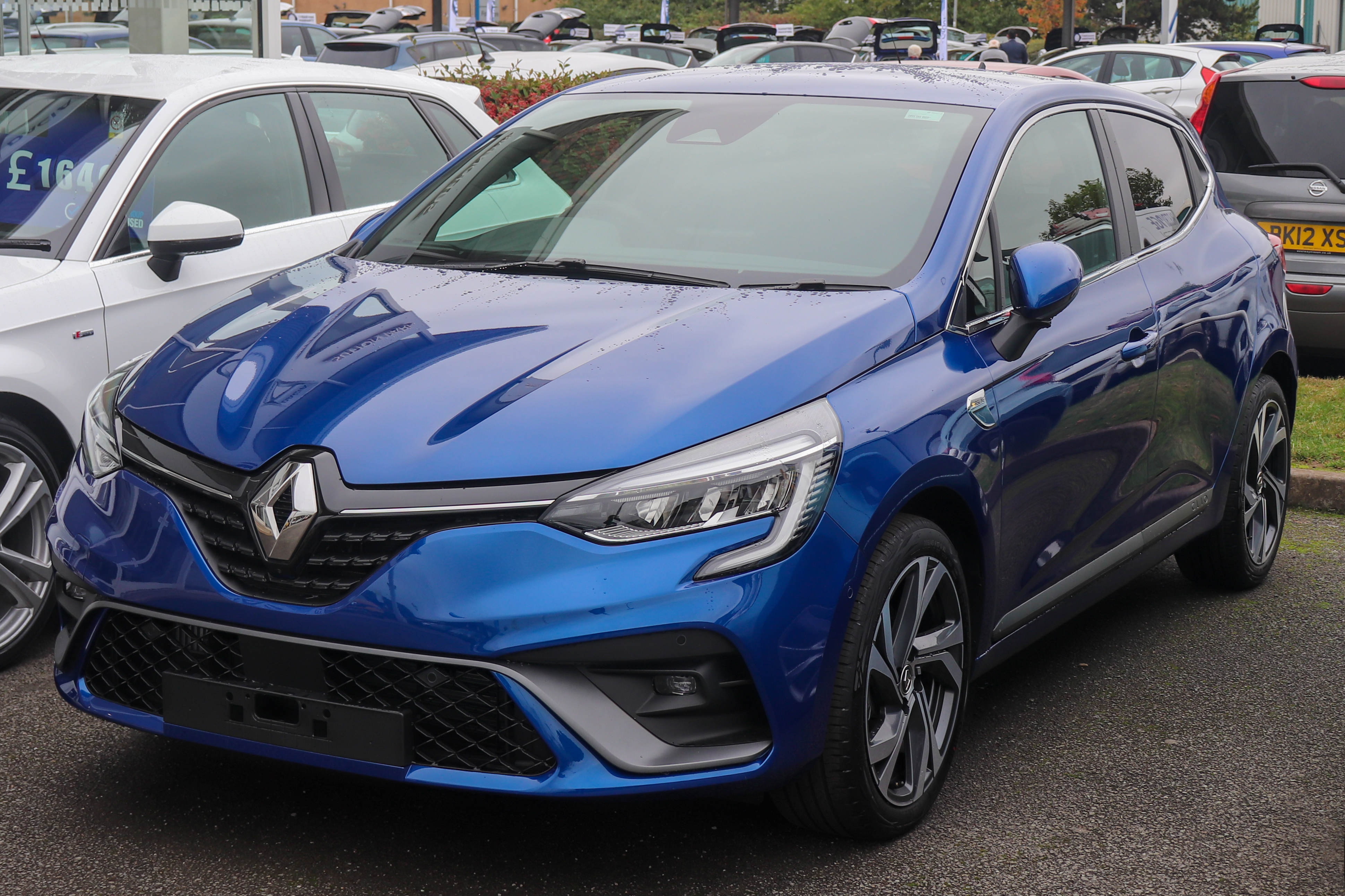
Renault Clio V RS Line

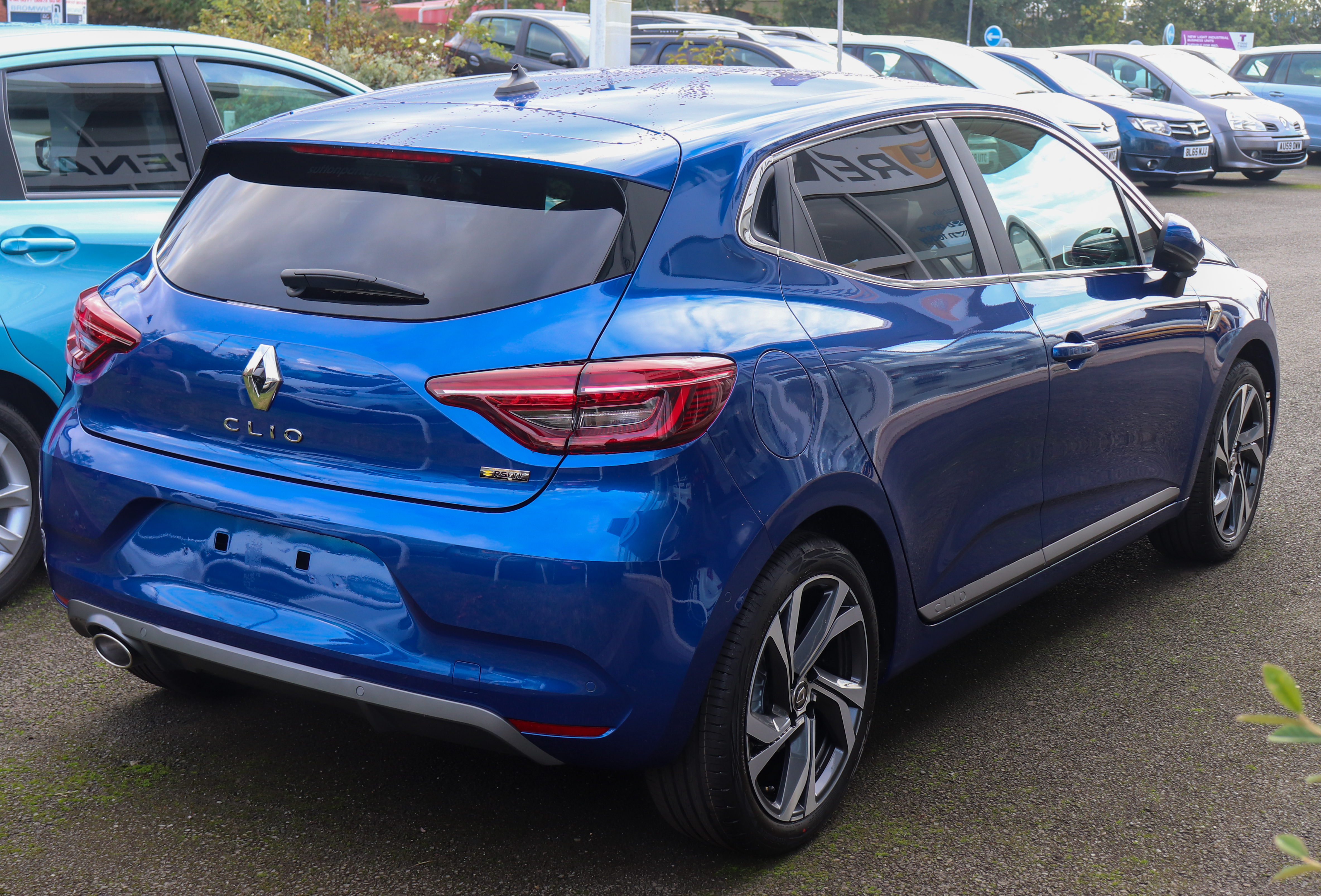
Renault Clio V RS Line – tył

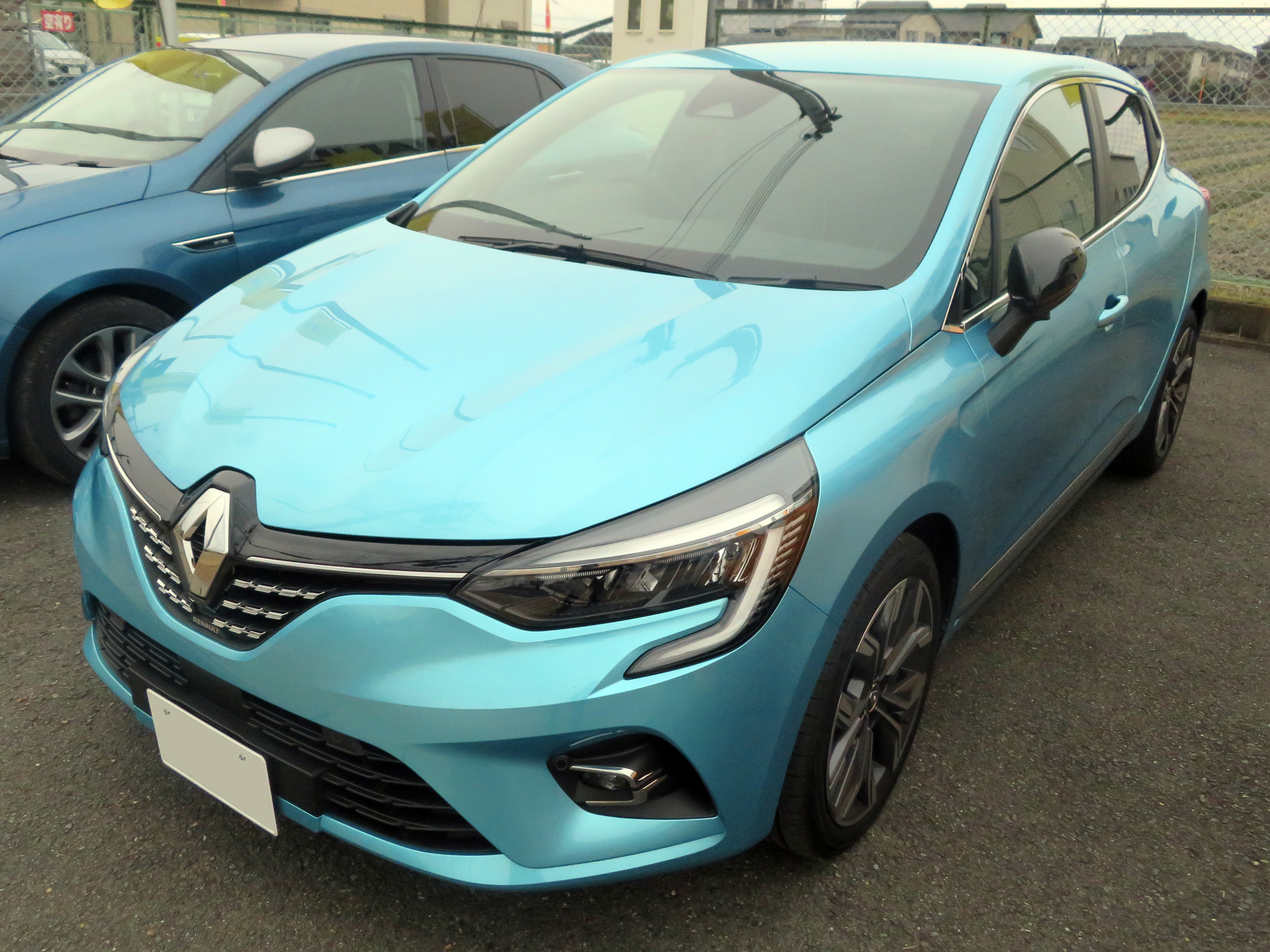
japońskie Renault Lutecia V

Renault Clio V zostało zaprezentowane po raz pierwszy w 2019 roku.
Piąta generacja Clio obrała ewolucyjny kierunek zmian. Samochód ma w porównaniu do poprzednika podobny kształt nadwozia, podobną linię okien i zbliżone proporcje. Jest to jednak zupełnie nowa konstrukcja zbudowana od podstaw na nowej platformie koncernu Renault-Nissan-Mitsubishi. Samochód jest przez to krótszy, ale i szerszy oraz niższy. Kabina pasażerska jest także przestronniejsza.
Nowe Renault Clio trafiło do salonów sprzedaży w Polsce we wrześniu 2019 roku. Samochód oferowany jest w wariancie benzynowym i wysokoprężnym, a także po raz pierwszy jako hybryda.
W kwietniu 2023 roku samochód przeszedł gruntowną modernizację. Kształt świateł do jazdy dziennej, biegnących od góry do dołu zderzaka, nawiązuje oczywiście do kształtu logo marki. Tył z kolei pozostawiono bez większych modyfikacji. Światła mają znany kształt - otrzymały jedynie przezroczyste klosze "o kryształowym szlifie". W zderzaku natomiast pojawiły się wyloty powietrza, a dolna jego część lakierowana jest na jeden z czarnych lub szarych kolorów, zależnie od wersji wyposażenia. Listę nowości zamykają nowe wzory felg aluminiowych.

### Clio LPG
W czerwcu 2020 roku wprowadzono do sprzedaży odmianę wyposażoną w fabryczną instalację LPG. Źródłem napędu jest jednostka 1.0 TCe o mocy 100 KM, natomiast pojemność butli na gaz wynosi 32 litry. Instalacja gazowa jest montowana bezpośrednio w zakładzie produkcyjnym Renault.

### Clio E-Tech
W czerwcu 2020 roku wprowadzono do sprzedaży odmianę hybrydową pojazdu. Źródłem napędu samochodu jest wolnossący silnik benzynowy 1.6 o mocy 90 KM, współpracujący z rozrusznikoalternatorem HSG oraz silnikiem elektrycznym. Łączna moc tego układu to 140 KM, a za przekazywanie napędu odpowiada zautomatyzowana skrzynia biegów Multi Mode. Ceny Clio E-Tech zaczynają się od 79 900 zł.

### Wersje wyposażenia
- Life
- Zen
- Intens
- R.S. Line
- Initiale Paris

Standardowe wyposażenie podstawowej wersji Life pojazdu obejmuje m.in. 6 poduszek powietrznych, systemy kontroli bezpiecznej odległości, rozpoznawania znaków drogowych, oraz utrzymania pasa ruchu, światła Full LED, elektrycznie regulowane lusterka, centralny zamek z pilotem, elektryczne wspomaganie kierownicy, komputer pokładowy, elektrycznie regulowane szyby przednie, fotel kierowcy z regulacją wysokości, oraz instalacja do montażu radia.
Bogatsza wersja Zen dodatkowo wyposażona jest w m.in. lusterka i klamki zewnętrzne lakierowane pod kolor nadwozia, kierownicę obszytą skórą, podgrzewane lusterka zewnętrzne, klimatyzację manualną, elektrycznie regulowane szyby tylne, oraz system multimedialny z 7 calowym ekranem dotykowym, Bluetooth i Android Auto/Apple CarPlay.
Najbogatsza wersja Intens dodatkowo wyposażona została także w m.in. 16-calowe alufelgi, czujnik deszczu, elektrycznie składane lusterka zewnętrzne, karta Renault Hands Free, system wspomagania parkowania tyłem, klimatyzację automatyczną, fotel pasażera z regulacją wysokości, a także nawigację satelitarną.
W zależności od wersji wyposażenia pojazdu opcjonalnie możemy dokupić m.in. aktywny tempomat, tapicerkę skórzaną, czujniki cofania, kamera cofania, kamery 360 stopni, podgrzewane przednie siedzenia, system multimedialny z 9,3 calowym ekranem dotykowym, czy też system audio marki Bose.

### Silniki
- Benzynowe do 2021 roku[24]

| Silnik           | Pojemność skokowa [cm³] | Moc maksymalna [KM] ( [kW] ) przy obr/min | Maks. moment obrotowy [Nm] przy obr/min | Układ i liczba cylindrów | Układ rozrządu/ liczba zaworów | Przyśpieszenie (s) 0-100 km/h | Prędkość maksymalna km/h | Spalanie (l/100km) WLTP |
| ---------------- | ----------------------- | ----------------------------------------- | --------------------------------------- | ------------------------ | ------------------------------ | ----------------------------- | ------------------------ | ----------------------- |
| SCe 65           | 999                     | 65 (48)/6250                              | 95/3600                                 | R3                       | DOHC/12                        | 17,1                          | 160                      | 4,9                     |
| TCe 100          | 999                     | 100 (74)/5000                             | 160/2750                                | R3                       | DOHC/12                        | 11,8                          | 187                      | 4,1-5,3                 |
| TCe 100 LPG      | 999                     | 100 (74)/5000                             | 160/2750                                | R3                       | DOHC/12                        | 12,5                          | 188                      | 5,4-6,0 (LPG 7,7)       |
| Tce 100 X-Tronic | 999                     | 100 (74)/5000                             | 160/2750                                | R3                       | DOHC/12                        | 11,5                          | 182                      | 5,8-5,9                 |
| TCe 130 EDC      | 1332                    | 130 (96)/5000                             | 240/1600                                | R4                       | DOHC/16                        | 9                             | 200                      | 5,7-5,8                 |

- Benzynowe od 2021 roku[17]

| Silnik                 | Pojemność skokowa [cm³] | Moc maksymalna [KM] ( [kW] ) przy obr/min | Maks. moment obrotowy [Nm] przy obr/min | Układ i liczba cylindrów | Układ rozrządu/ liczba zaworów | Przyśpieszenie (s) 0-100 km/h | Prędkość maksymalna km/h | Spalanie (l/100km) WLTP |
| ---------------------- | ----------------------- | ----------------------------------------- | --------------------------------------- | ------------------------ | ------------------------------ | ----------------------------- | ------------------------ | ----------------------- |
| SCe 65                 | 999                     | 65 (49)/6250                              | 95/3600                                 | R3                       | DOHC/12                        | 17,1                          | 160                      | 5,1-6,0                 |
| TCe 90                 | 999                     | 90 (67)/4500                              | 160/2000                                | R3                       | DOHC/12                        | 12,2                          | 180                      | 5,2-5,8                 |
| TCe 100 LPG            | 999                     | 90 (67)/4800 [100 (74)/4600]              | 160/2100 [170/2000]                     | R3                       | DOHC/12                        | 12,5 [11,8]                   | 180 [188]                | 5,4-6,0 [6,9-7,8]       |
| Tce 90 X-Tronic        | 999                     | 90 (67)/4500                              | 142/2000                                | R3                       | DOHC/12                        | 12,4                          | 175                      | 5,7-6,4                 |
| TCe 140                | 1332                    | 140 (103)/4500                            | 260/1750-3500                           | R4                       | DOHC/16                        | 9,4                           | 205                      | 5,4                     |
| E-TECH 140             | [1598]                  | 140 (103) [90 (67)/5600] <49+20 (36+15)>  | [144/3200] <205+50>                     | [R4]                     | [DOHC/16]                      | 9,9                           | 180                      | 4,3-5,1                 |
| E-Tech full hybrid 145 |                         | 145 (103) [90 (67)/5600] <49+20 (36+15)>  |                                         | [R4]                     | [DOHC/16]                      | 8,3                           | 180                      | 4,1-4,9                 |

TCe 100 LPG w nawiasach kwadratowych [] podano osiągi przy zasilaniu LPG.

E-TECH 140 wersja hybrydowa, bez nawiasów podano łączne parametry silnika elektrycznego oraz spalinowego, w nawiasach kwadratowych [] dane dla silnika spalinowego, w nawiasach trójkątnych <> dla silnika elektrycznego.
- Wysokoprężne do 2021 roku[24]

| Silnik       | Pojemność skokowa [cm³] | Moc maksymalna [KM] ( [kW] ) przy obr/min | Maks. moment obrotowy [Nm] przy obr/min | Układ i liczba cylindrów | Układ rozrządu/ liczba zaworów | Przyśpieszenie (s) 0-100 km/h | Prędkość maksymalna km/h | Spalanie (l/100km) WLTP |
| ------------ | ----------------------- | ----------------------------------------- | --------------------------------------- | ------------------------ | ------------------------------ | ----------------------------- | ------------------------ | ----------------------- |
| Blue dCi 115 | 1461                    | 115 (85)/3750                             | 260/2000                                | R4                       | OHC/8                          | 9,9                           | 197                      | 4,1-4,3                 |

## Szósta generacja
Renault Clio VI zostanie zaprezentowane po raz pierwszy podczas targów motoryzacyjnych w Monachium w 2025 roku.
Podobnie jak poprzednik samochód zostanie oparty na platformie CMF-B. Samochód pod względem wymiarów będzie zbliżony do poprzednika. Producent po raz pierwszy w gamie silnikowej Clio ma zrezygnować z napędów spalinowych, gdzie jedyną opcją będzie układ hybrydowy E-Tech. 